# Умершие в апреле 2022 года
Это список известных людей, соответствующих установленным критериям значимости (см. Википедия:Критерии значимости персоналий), умерших в апреле 2022 года.
Причина смерти указывается лишь в исключительных случаях (убийство, самоубийство, гибель в результате военных действий, смертная казнь, ДТП или несчастные случаи). В остальных случаях — не указывается.

## 30 апреля

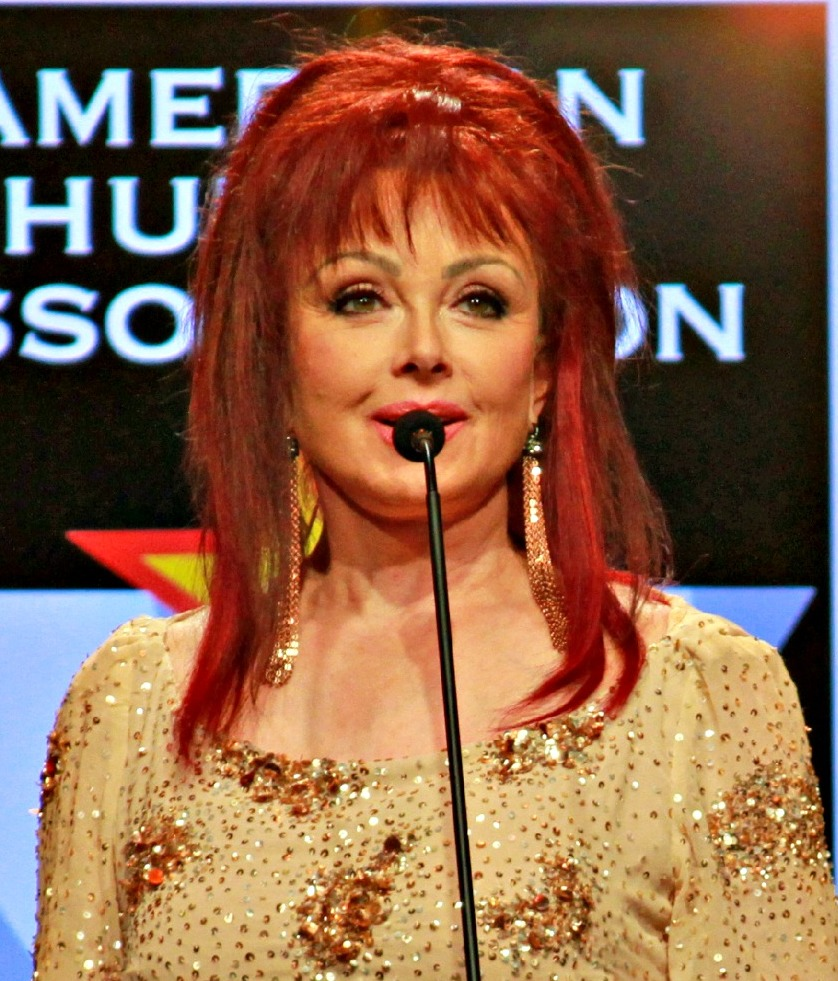
Наоми Джадд

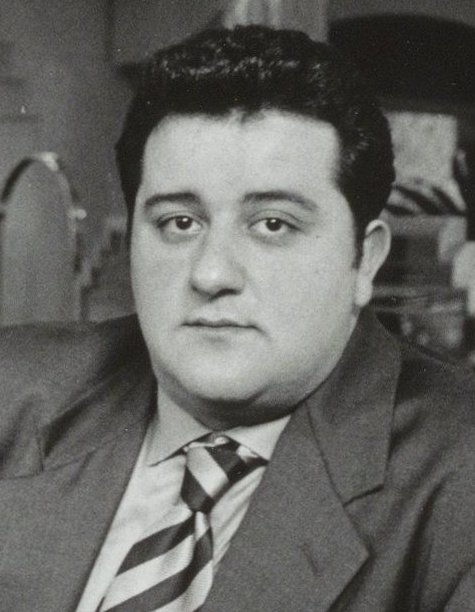
Мино Райола

- Аларкон де Кесада, Рикардо (84) — кубинский политик, министр иностранных дел (1992—1993), председатель Национальной ассамблеи народной власти (1993—2013)[1].
- Галелла, Рон[англ.] (91) — американский фотограф-папарацци[2].
- Готье, Марта[фр.] (96) — французский детский кардиолог и медицинский исследователь[3].
- Джадд, Наоми (76) — американская певица, автор песен и актриса[4].
- Жуков, Алексей Николаевич (57) — советский пловец в ластах, многократный чемпион мира и Европы[5].
- Крюгер, Роберт (86) — американский политик и дипломат, член Палаты представителей (1975—1979), сенатор (1993), посол в Бурунди (1994—1995) и в Ботсване (1996—1999)[6].
- Кульпин, Олег Александрович (76) — советский и российский художник, народный художник Республики Татарстан[7].
- Кхун Хтун У[англ.] (78) — мьянманский политик, председатель Лиги народностей Шан за демократию[8].
- Мухит, Абул Мал Абдул[англ.] (88) — бангладешский экономист, писатель, дипломат и государственный деятель, министр финансов (2009—2018)[9].
- Панченко, Любовь Михайловна (84) — украинская художница и модельер, лауреат премии имени Василя Стуса (2001)[10].
- Райола, Мино (54) — нидерландский футбольный агент итальянского происхождения[11][12].
- Фенвик, Рэй[англ.] (75) — британский рок-гитарист (Ian Gillan Band)[13].
- Шаймарданов, Дамир Эдуардович (23) — российский военнослужащий, старший лейтенант, участник российско-украинской войны, Герой России (2022, посмертно); погиб в бою[14].

## 29 апреля
- Асылгужин, Гайсар Бахтигареевич (78) — советский передовик производства, полный кавалер ордена Трудовой Славы (о смерти объявлено в этот день)[15].
- Ахмад Ритхауддин (90) — малайзийский политик, министр иностранных дел (1975—1981, 1984—1986), министр обороны (1987—1990)[16].
- Барнс, Джоанна[англ.] (87) — американская актриса и писательница[17].
- Баюканский, Анатолий Борисович (96) — советский и российский писатель и публицист[18].
- Дегтярёв, Александр Якимович (75) — советский историк и партийный деятель, заведующий идеологическом отделом ЦК КПСС (1990—1991)[19].
- Канальс, Мария Антония[исп.] (91) — испанский математик и педагог[20].
- Лекарос, Роберто[исп.] (77) — чилийский джазовый музыкант и композитор[21].
- Мохиуддин, Шахзада[англ.] (83) — пакистанский политик и государственный деятель, министр туризма (1990—1993), депутат парламента[22].
- Озеров, Михаил Витальевич (77) — советский и российский журналист, сценарист и публицист, лауреат премии Ленинского комсомола (1982)[23].
- Самоседенко, Геннадий Сергеевич (80) — советский конник, участник Олимпийских игр (1968)[24].
- Саркисян, Армен Суренович[арм.] (64) — армянский дипломат, посол Армении в Китае (2008—2016) и в Болгарии (2016—2020)[25].
- Талебзаде, Надер[англ.] (68) — иранский кинорежиссёр[26].
- Хагерти, Майк (67) — американский актёр[27].
- Эванс, Дэвид[англ.]* (81) — американский химик, член Национальной академии наук США (1984)[28].

## 28 апреля
- Адамс, Нил (80) — американский художник комиксов[29].
- Гирич, Вера (54) — украинская журналистка и продюсер «Радио Свобода»; погибла в результате ракетного удара[30]
- Гхуз, Салим[англ.] (70) — индийский актёр театра, кино и телевидения, театральный режиссёр и мастер боевых искусств[31].
- Диего, Хуан[исп.] (79) — испанский актёр[32].
- Карякин, Сергей Юрьевич (50) — российский актёр театра и кино[33].
- Ливингстон, Харольд (97) — американский новеллист и сценарист[34][35].
- Маннан, Мохаммад Абдул[англ.] (72) — бангладешский политик, депутат Национальной ассамблеи Бангладеш (1991—1995)[36].
- Мендис Тами, Антониу Карлус ди[порт.] (75) — бразильский политик, депутат Палаты депутатов Бразилии (1991—1996, 2013—2018)[37].
- Никольцев, Владимир Александрович (82) — советский и российский учёный, специалист в области разработки бортовой и корабельной вычислительной техники для противокорабельных ракет, генеральный директор ЦНИИ «Гранит» (1992—2005)[38].
- Пацера, Виталий Владимирович (86) — украинский композитор (о смерти объявлено в этот день)[39][40].
- Рофе-Бекетов, Фёдор Семёнович (89) — советский и украинский математик, доктор физико-математических наук (1987), профессор[41].
- Саэнс Лакалье, Фернандо (89) — испанский католический прелат, архиепископ Сан-Сальвадора (1995—2008)[42].
- Сретенович, Зоран[серб.] (57) — югославский и сербский баскетболист и тренер, двукратный чемпион Европы (1991, 1995)[43][44].
- Фрюто, Жан-Клод[фр.] (74) — французский политик, депутат Европейского парламента (1999—2007), депутат Национального собрания Франции (2007—2017)[45].

## 27 апреля

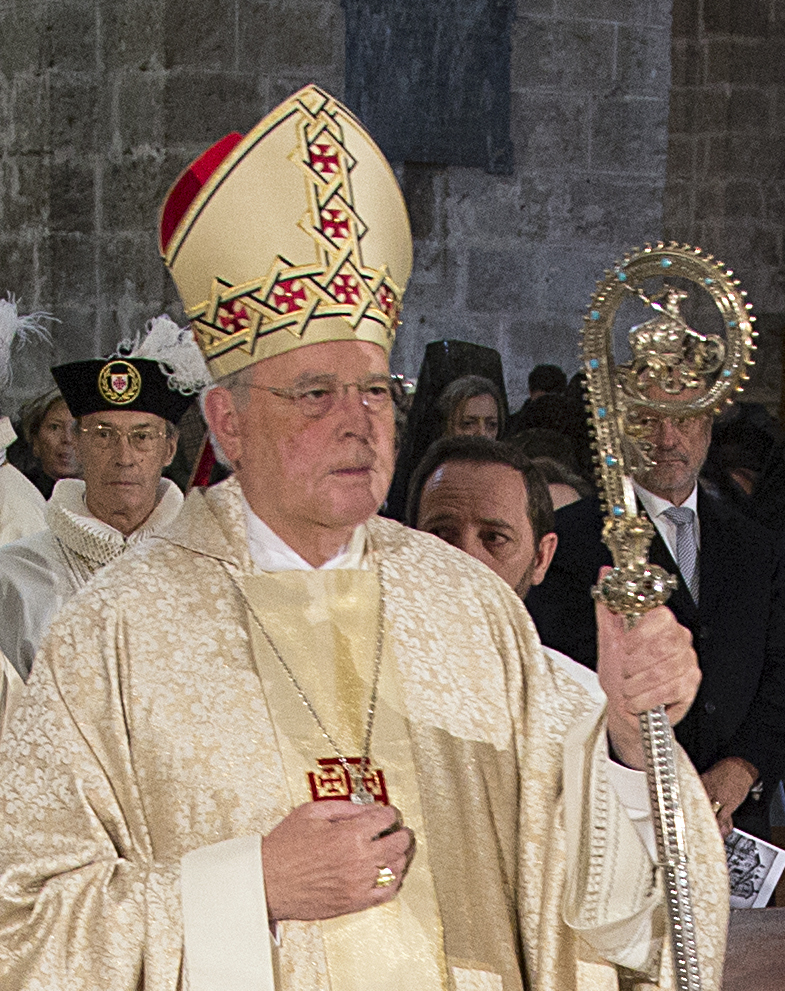
Карлос Амиго Вальехо

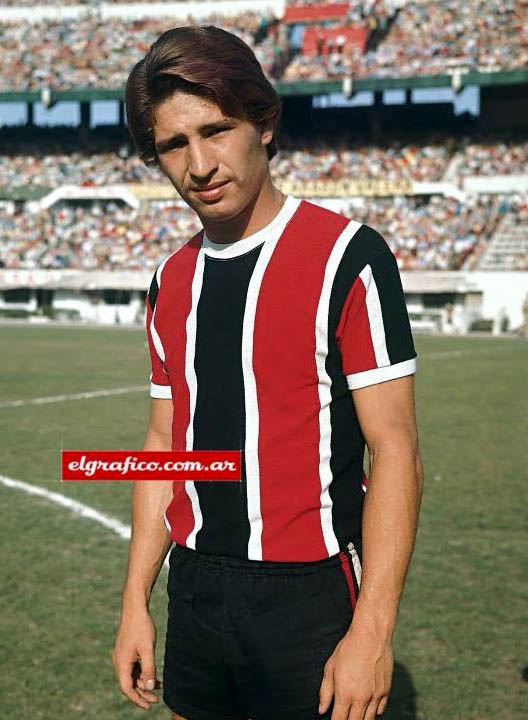
Карлос Гарсия Камбон

- Амиго Вальехо, Карлос (87) — испанский кардинал, архиепископ Танжера (1973—1982), архиепископ Севильи (1982—2009)[46].
- Аракелян, Сергей Аврамович (?) — советский самбист, чемпион и призёр чемпионатов СССР[47],.
- Гарсия Камбон, Карлос (73) — аргентинский футболист[48].
- Гвитира, Джон[англ.] (72) — зимбабвийский политик, председатель Зимбабвийской ассоциации ветеранов национально-освободительной войны (1989—1997)[49].
- Жинару, Жосара (48) — бразильская актриса[50].
- Жукаускас, Антанас (83) — литовский скульптор и медальер[51].
- Ковальский, Стефан Ян[пол.] (76) — польский инженер-химик, член-корреспондент Польской академии наук (2013)[52].
- Леонов, Николай Сергеевич (93) — сотрудник советских спецслужб, генерал-лейтенант (1991), депутат Государственной думы (2003—2007)[53].
- Лундберг, Кристиан (56) — шведский поэт, писатель и литературный критик[54].
- Ляо Госюнь[кит.] (59) — китайский государственный деятель, мэр Тяньцзиня (с 2020)[55].
- Понс, Бернар[фр.] (95) — французский политический деятель, министр жилищного строительства, транспорта и туризма Франции (1995—1997)[56].
- Хансен, Бенте (82) — датская писательница, журналистка и борец за права женщин[57].
- Цан, Кеннет (86) — гонконгский актёр[58].

## 26 апреля

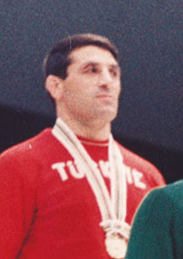
Исмаил Оган

- Альмиранте, Ассунта (100) — итальянский общественный деятель[59].
- Кноль, Василий Викторович (67) — советский и российский геолог, заслуженный геолог Российской Федерации[60].
- Оган, Исмаил (89) — турецкий борец вольного стиля, олимпийский чемпион (1964)[61][62].
- Фаевская, Галина Ивановна (86) — советский и российский лесовод, директор национального парка «Куршская коса» (1987—1993), заслуженный лесовод Российской Федерации[63].
- Чертин, Леонтий Андреевич (83) — советский и российский тренер по прыжкам в воду, заслуженный тренер РСФСР[64].
- Шнайдер, Кристиян (41) — хорватский теннисный тренер[65][66].
- Шульце, Клаус (74) — немецкий композитор и музыкант[67].
- Ягодкин, Александр Анатольевич (70) — российский журналист[68].

## 25 апреля
- Бесиджев, Мурад Асхадович[значимость?] (89) — советский и российский адыгейский композитор[69].
- Бибичев, Александр Сергеевич (81) — советский футболист, советский и российский футбольный тренер, заслуженный тренер России[70].
- Вулфолк, Эндрю[англ.] (71) — американский саксофонист, член Зала славы рок-н-ролла (Earth, Wind & Fire)[71].
- Грэм-Дуглас, Алабо[англ.] (82) — нигерийский государственный деятель, министр авиации (1990—1992), министр труда (1999—2000), министр культуры и туризма (2000—2001)[72].
- Елаков, Сергей Анатольевич (58) — советский и российский хоккеист[73].
- Карапатис, Костас[греч.] (92) — греческий футболист и тренер[74].
- Лер, Урсула (91) — немецкая политическая деятельница, федеральный министр по делам семьи, пожилых граждан, женщин и молодёжи Германии (1989—1991)[75].
- Ли Ве Су (75) — южнокорейский писатель[76].
- Лопатин, Михаил Алексеевич (81) — советский и украинский военачальник, командующий войсками ПВО Украины (1992—1996), генерал-полковник (1995)[77].
- Медзмариашвили, Нодари Акакиевич (93) — советский и грузинский государственный и политический деятель, посол Грузии в России, министр строительства Грузинской ССР[78].
- Минкин, Виктор Алексеевич (74) — советский и российский художник, народный художник Российской Федерации (2007)[79].
- Моллагасеми, Хоссейн[англ.] (89) — иранский борец вольного стиля, серебряный призёр чемпионата мира (1957)[80].
- Мухаммад-Али Ислами Надушан (97) — иранский литературный критик, переводчик и поэт[81].
- Роуленд, Джеймс[англ.] (96) — американский политический деятель, член Палаты представителей Конгресса США (1983—1995)[82].
- Семенкова, Татьяна Георгиевна (92) — советский и российский учёный в области всемирной истории мысли и философии экономической науки, доктор экономических наук (1982), профессор Финансового университета, заслуженный деятель науки Российской Федерации (1996)[83].
- Сорока, Сергей Викторович[значимость?] (49) — российский государственный деятель, председатель Мурманского городского совета депутатов (2004—2008)[84].
- Фаини, Сузана[порт.] (89) — бразильская киноактриса[85].
- Филатов, Юрий Михайлович (90) — советский и российский нейрохирург, член-корреспондент РАМН (1994—2014), член-корреспондент РАН (2014)[86].

## 24 апреля
- Виджаян, Маманнамана[англ.] (80) — индийский структурный биолог, президент Индийской национальной академии наук (2007—2010)[87].
- Киванука Лоте, Денис[англ.] (84) — угандийский католический прелат, епископ Котидо (1991—2007), архиепископ Тороро (2007—2014)[88].
- Моханти, Бинапани[англ.] (85) — индийская писательница-новеллистка[89].
- Павел (Гассиос) (69) — иерарх Американской православной церкви, епископ (2014—2020) и архиепископ (с 2020) Чикагский и Среднего Запада[90].
- Танк, Низа[порт.] (91) — бразильская певица (сопрано)[91].
- Хедекке, Вольфганг[нем.] (93) — немецкий писатель[92].
- Шанкаранараянан, Катикал[англ.] (89) — индийский государственный деятель, губернатор штатов Аруначал-Прадеш (2007—2008), Нагаленд (2007—2009), Ассам (2009), Джаркханд (2009—2010) и Махараштра (2010—2014)[93].

## 23 апреля

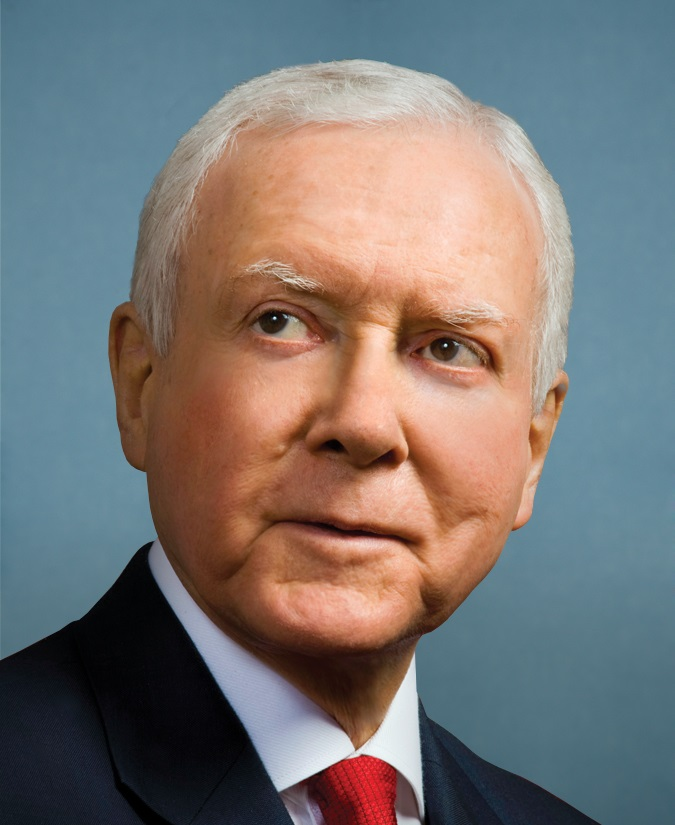
Оррин Хэтч

- Хейни, Инок Келли[англ.] (81) — американский политик, художник и скульптор[94].
- Хинтьенс, Арно[англ.] (72) — бельгийский певец[95].
- Хэтч, Оррин (88) — американский политик, сенатор США (1977—2019)[96].
- Шадыро, Олег Иосифович (74) — советский и белорусский химик[97].
- Эсенов, Рахим Махтумович (95) — советский и туркменский писатель и государственный деятель, бывший министр культуры Туркменской ССР[98].
- Штумпф, Кеннет Эдвард (77) — американский солдат, участник войны во Вьетнаме, награждённый медалью Почёта[99].

## 22 апреля

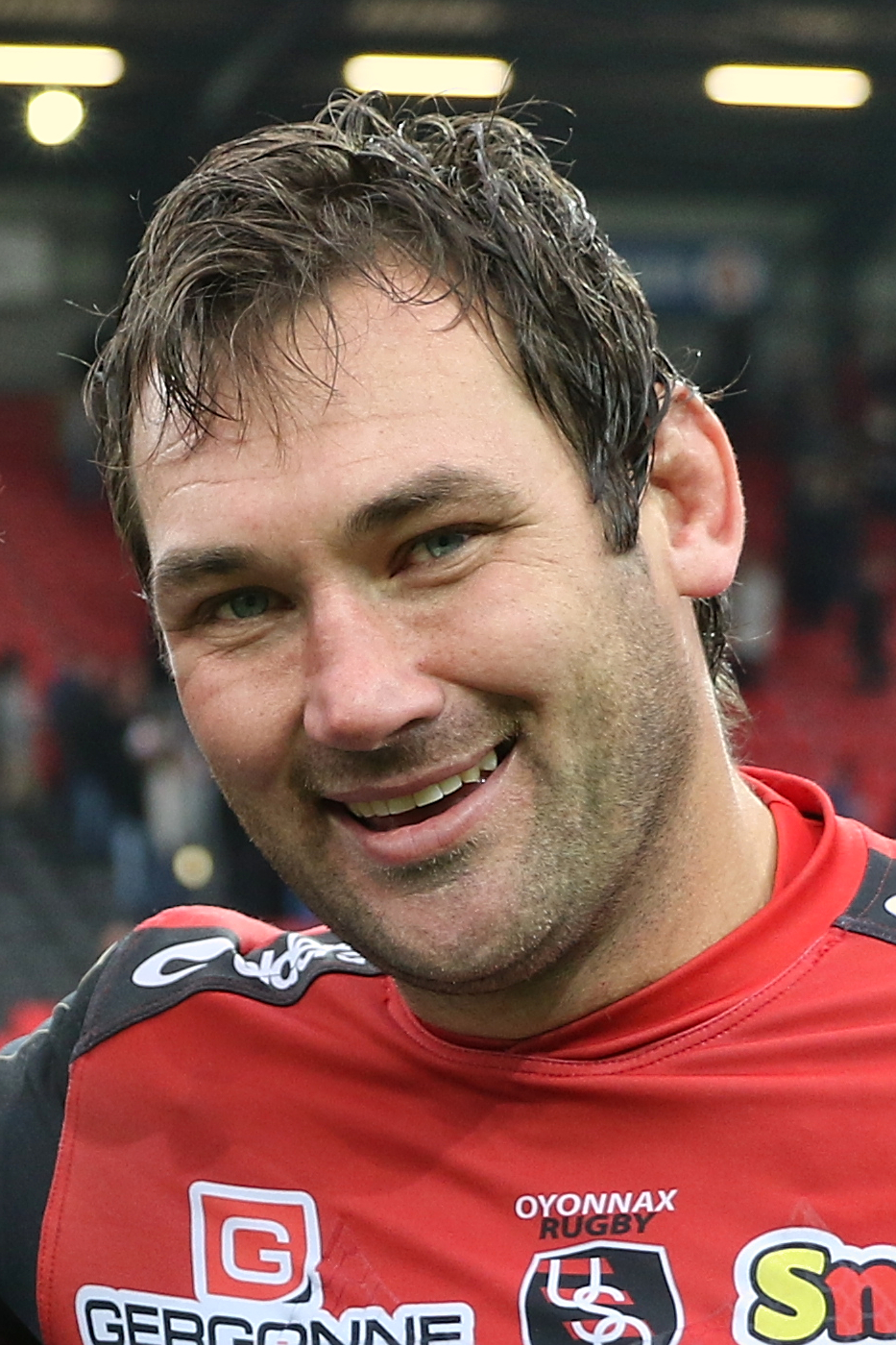
Педри Ванненбург

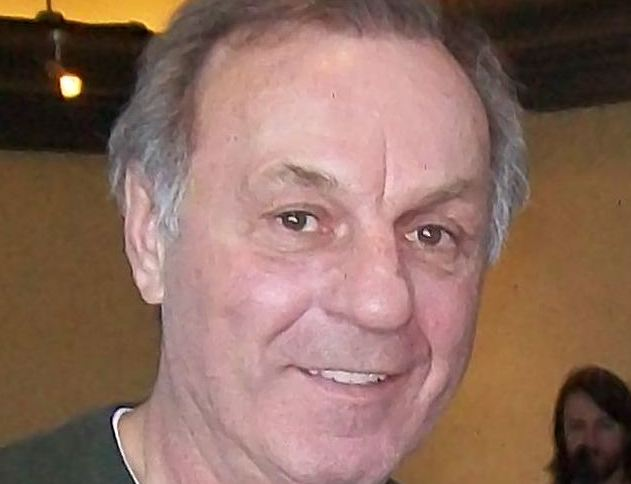
Ги Лафлёр

- Ангелеску, Мирча[рум.] (81) — румынский филолог, литературный критик и историк литературы[100].
- Ангельский, Стефан[пол.] (93) — польский врач, действительный член Польской академии наук (2002)[101].
- Ванненбург, Педри (41) — южноафриканский регбист и регбийный тренер; автокатострофа[102].
- Гриценко, Артур Владимирович (43) — украинский футболист и военнослужащий, участник российско-украинской войны; погиб в бою[103].
- Лафлёр, Ги (70) — канадский хоккеист, пятикратный обладатель Кубка Стэнли, член Зала хоккейной славы[104].
- Марчюлинас, Кястутис[лит.] (60) — советский и литовский режиссёр и актёр[105].
- Стефан (Корзун) (78) — иерарх Русской православной церкви, епископ (1990—2000) и архиепископ (с 2000) Пинский и Лунинецкий[106].
- Суарес Бертора, Мишель (39) — уругвайский политик, сенатор (2017)[107].

## 21 апреля

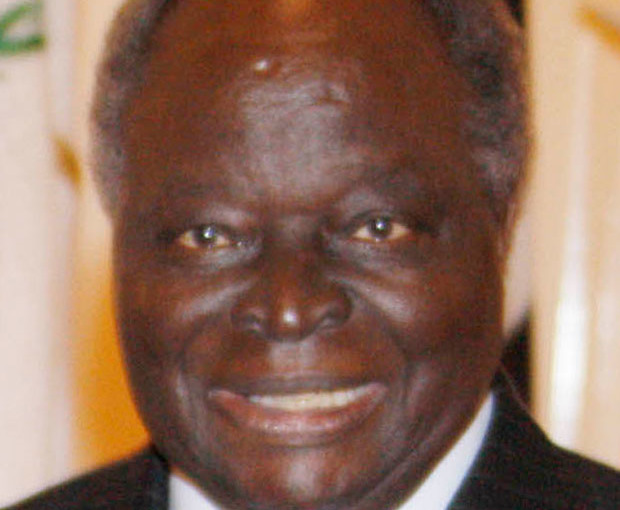
Мваи Кибаки

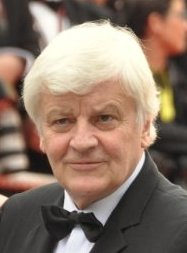
Жак Перрен

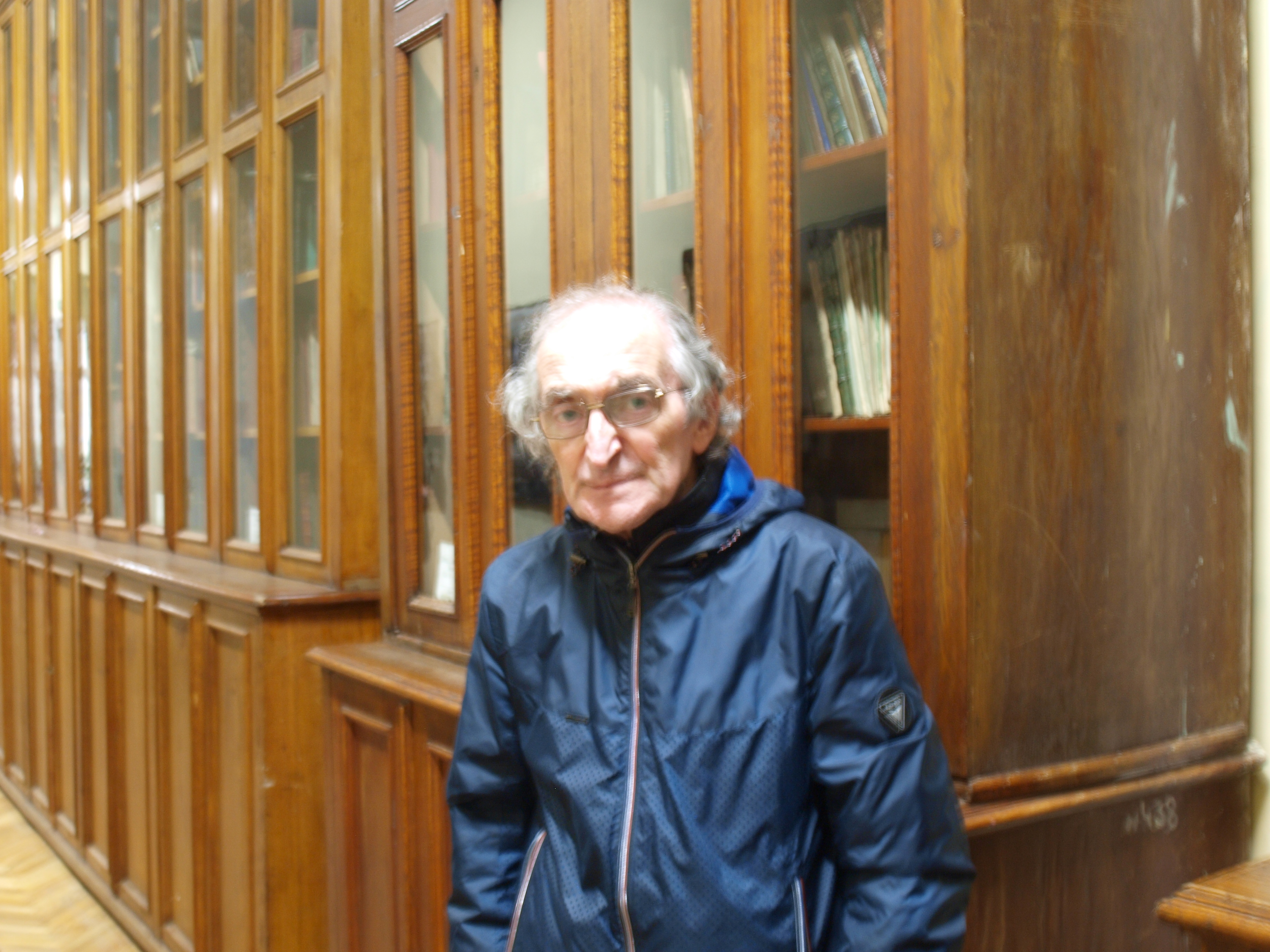
Михаил Свердлов

- Албриттон, Синтия (74) — американский скульптор[108].
- Ватанабэ, Кадзуми (86) — японский легкоатлет (бег на длинные дистанции), участник Олимпийских игр (1960, 1964)[109].
- Вертинский, Анатолий Ильич (90) — белорусский советский поэт, драматург, публицист, критик и переводчик[110].
- Денщиков, Владимир Анатольевич (69) — советский и украинский актёр и художник, народный артист Украины (2002)[111].
- Звягинцев, Виктор Александрович (71) — советский футболист, бронзовый призёр Олимпийских игр (1976)[112][113].
- Кибаки, Мваи (90) — президент Кении (2002—2013)[114].
- Мантулис, Ровирос (92) — греческий кинорежиссёр[115].
- Перрен, Жак (80) — французский киноактёр и продюсер[116].
- Савин, Станислав Васильевич (75) — советский и российский архитектор, заслуженный архитектор Российской Федерации (2010)[117].
- Свердлов, Михаил Борисович (82) — советский и российский историк[118].
- Хольм, Ренате[нем.] (90) — немецкая и австрийская певица и актриса[119].

## 20 апреля

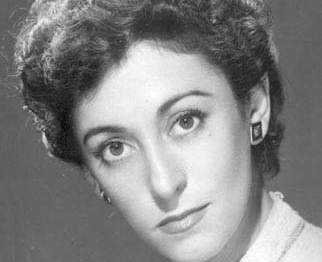
Ильда Бернард

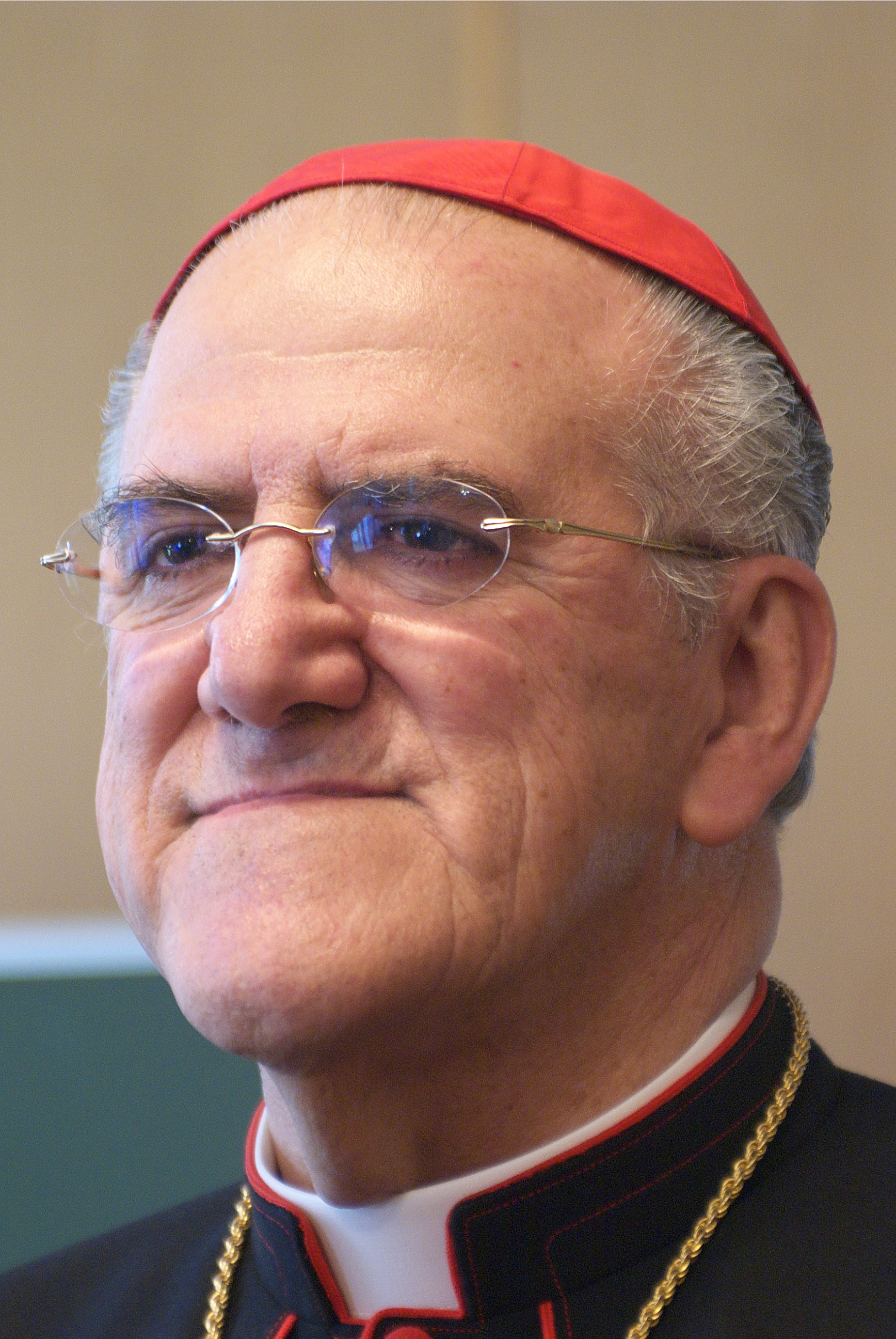
Хавьер Лосано Барраган

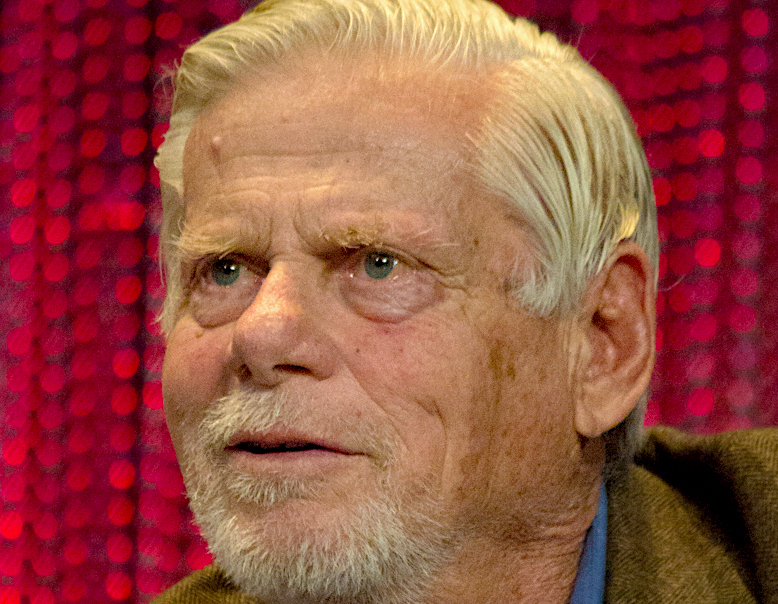
Роберт Морс

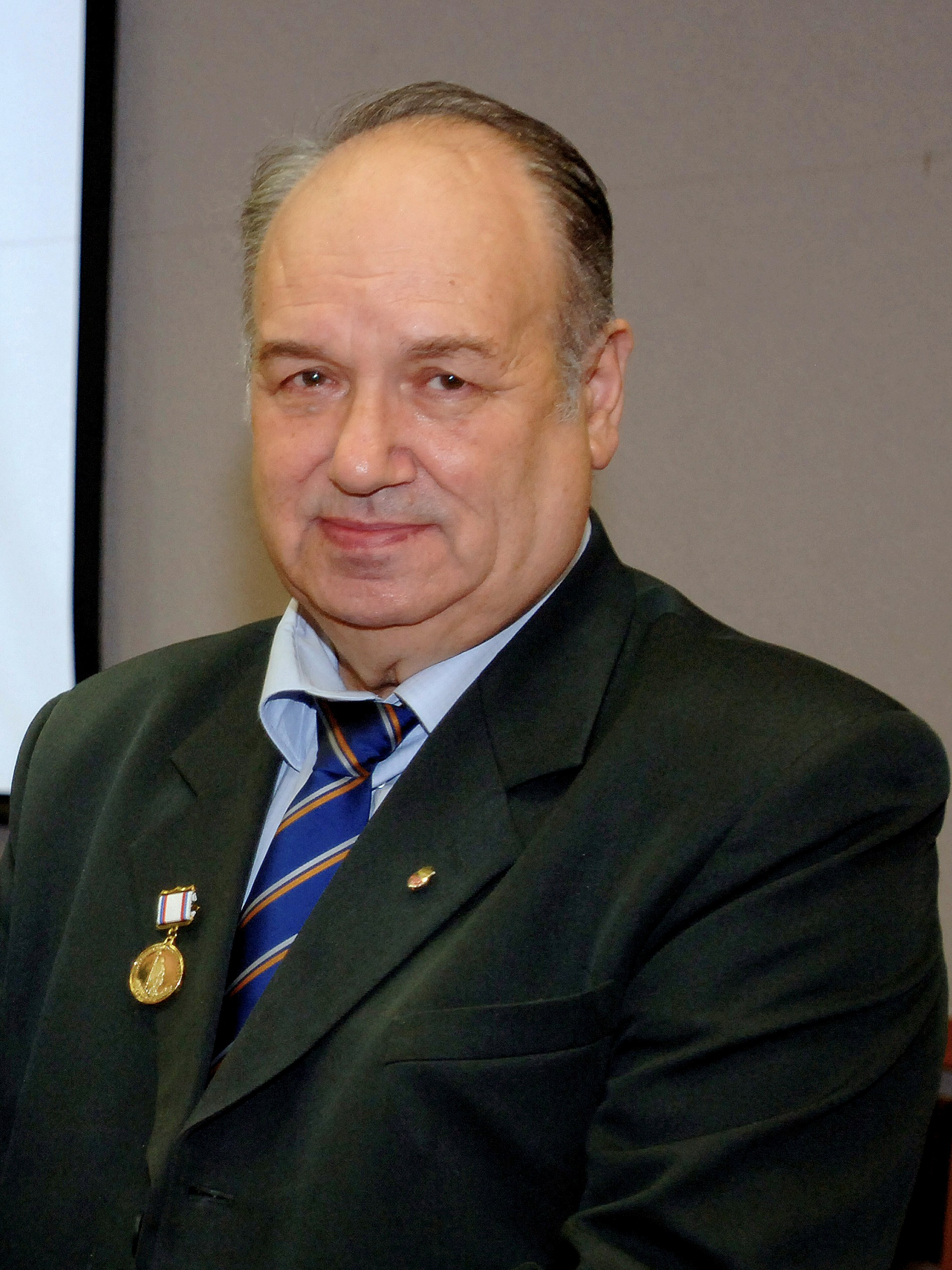
Станислав Набойченко

- Арони, Сэмюэл (94) — американский материаловед и инженер-строитель[120].
- Байдлер, Филип (77) — американский литературовед, доктор наук, профессор[121].
- Бернард, Ильда (101) — аргентинская актриса[122].
- Брукс, Иэн[англ.] (93) — новозеландский политический деятель, депутат парламента Новой Зеландии (1970—1975)[123].
- Буланов, Вячеслав Борисович (75) — советский и российский композитор и хоровой дирижёр[124].
- Виноградов, Евгений Андреевич (80) — советский и российский физик, директор ИСАН (1989—2015), член-корреспондент РАН (2008)[125].
- Жеков, Светлозар[болг.] (71) — болгарский писатель[126].
- Зайберт, Виктор Фёдорович (75) — советский и казахстанский археолог[127].
- Кахлик, Антонин (99) — чешский кинорежиссёр и киносценарист[128].
- Кононов, Юрий Евгеньевич (69) — российский военачальник, командующий 31-й ракетной армией (2002—2007), генерал-лейтенант[129].
- Кузнецова, Ариадна Николаевна (86) — советская и российская актриса, режиссёр и театральный педагог[130].
- Лосано Барраган, Хавьер (89) — мексиканский куриальный кардинал, председатель Папского совета по пастырскому попечению о работниках здравоохранения (1996—2009)[131].
- Лутохин, Виктор Дмитриевич (86) — советский и российский тренер по лёгкой атлетике и шахматам, заслуженный тренер РСФСР[132].
- Морс, Роберт (90) — американский актёр, лауреат премий «Тони», «Эмми» и «Драма Деск»[133][134].
- Набойченко, Станислав Степанович (80) — советский и российский учёный в области металлургии, ректор (1986—2007) и президент (2007—2013) УГТУ-УПИ, член-корреспондент РАН (2000)[135].
- Олеванов, Андрей Петрович (83) — советский актёр театра и кино, заслуженный деятель искусств Республики Ингушетия (2006)[136].
- Рысь-Ференс, Эрвина (67) — польская конькобежка, двукратный бронзовый призёр чемпионатов мира по конькобежному спорту в спринтерском многоборье (1978, 1985)[137].
- Татинени, Рама Рао[англ.] (83) — индийский телужский кинорежиссёр[138].
- Уммаева, Фазика Хусейновна (84) — советский и российский передовик сельского хозяйства, Герой Социалистического Труда (1973)[139].
- Урнов, Дмитрий Михайлович (86) — советский и американский литературовед[140].
- Чебыкин, Николай Иванович[значимость?] (97) — ветеран Великой Отечественной войны, лауреат Государственной премии Российской Федерации имени Георгия Жукова[141].
- Юлгушов, Энвер Умярович (83) — советский футболист и российский футбольный тренер, заслуженный тренер РСФСР[142].

## 19 апреля

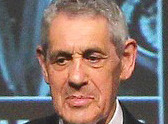
Карлос Лукас

Михаил Мейер

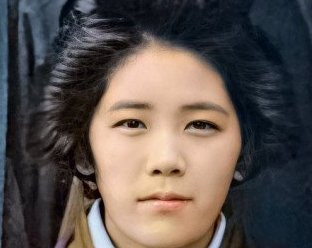
Канэ Танака

- Гупта, Уманг[англ.] (72) — американский предприниматель, пионер программного обеспечения, основатель Gupta Technologies (1984)[143].
- Инохоса-Смит, Роландо[англ.] (93) — американский писатель[144].
- Краснов, Пётр Николаевич (72) — советский и российский писатель, публицист, переводчик[145].
- Лукас, Карлос (91) — чилийский боксёр, бронзовый призёр Олимпийских игр (1956)[146].
- Маккей, Джон[нем.] (82) — англо-канадский математик, член Королевского общества Канады (2000), лауреат премии CRM — Fields — PIMS (2003)[147].
- Мейер, Михаил Серафимович (85) — советский и российский тюрколог, доктор исторических наук (1990), профессор (1992), директор (1994—2012) и президент (с 2012) ИСАА МГУ, заслуженный профессор МГУ (2003)[148].
- Мондо, Лоренцо[итал.] (91) — итальянский писатель, литературный критик и журналист[149].
- Новосёлова, Нина Владимировна (85) — советская оперная певица (меццо-сопрано), солистка Большого театра (1967—1988), заслуженная артистка РСФСР (1988)[150].
- Пань Цзилуань[кит.] (95) — китайский учёный в области сварки, член Китайской академии наук (1980)[151].
- Писани, Сандра (63) — австралийская хоккеистка (хоккей на траве) и тренер, чемпион летних Олимпийских игр в Сеуле (1988)[152].
- Танака, Канэ (119) — японская супердолгожительница[153].
- Уильямс, Фримен[англ.] (65) — американский баскетболист[154].
- Фролов, Пётр Андреевич (91) — советский и российский краевед, заслуженный работник культуры Российской Федерации[155].
- Хайтон, Стивен[англ.] (60) — канадский писатель[156].
- Хан, Икбал Мухаммад Али[англ.] (64) — пакистанский политик, депутат Национальной ассамблеи Пакистана (с 2002 года)[157].
- Хервиц, Глория[исп.] (79) — мексиканская поэтесса[158].
- Эшфорд, Брэд[англ.] (72) — американский политик, член Палаты представителей (2015—2017)[159].
- Сова, Сергей Александрович (35) — украинский военнослужащий, старший солдат, участник российско-украинской войны, Герой Украины (2022, посмертно); погиб в бою.

## 18 апреля

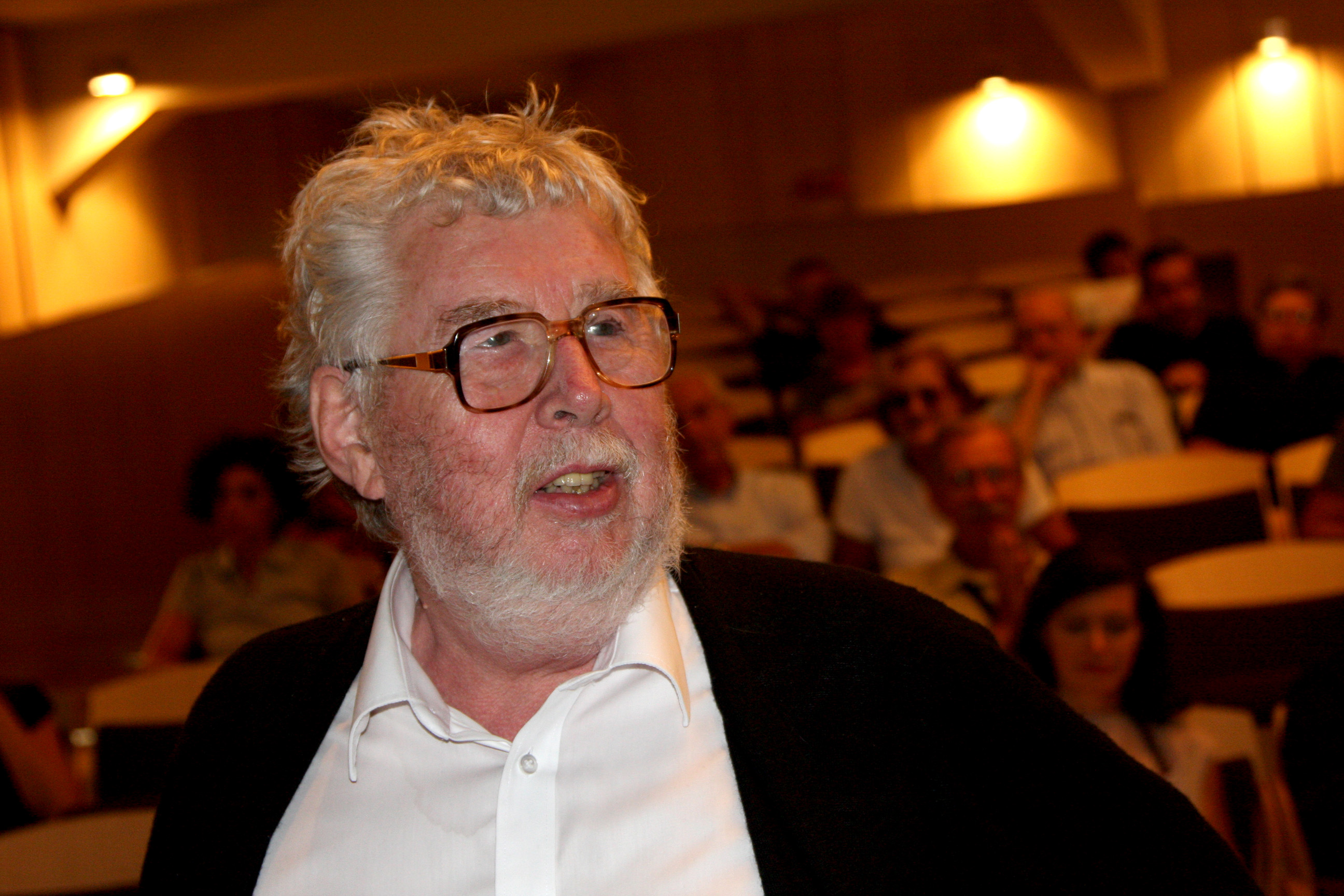
Харрисон Бёртуистл

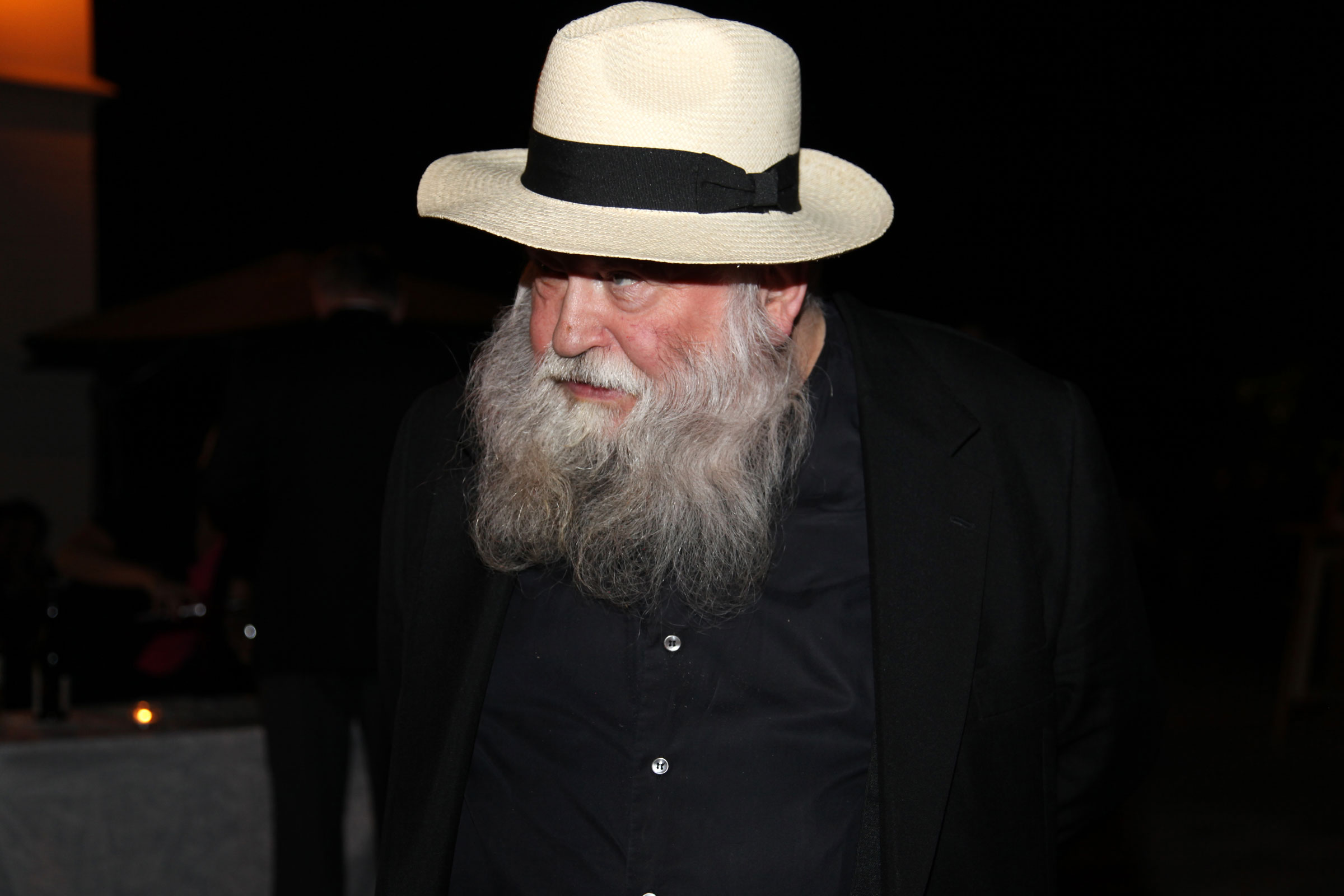
Герман Нич

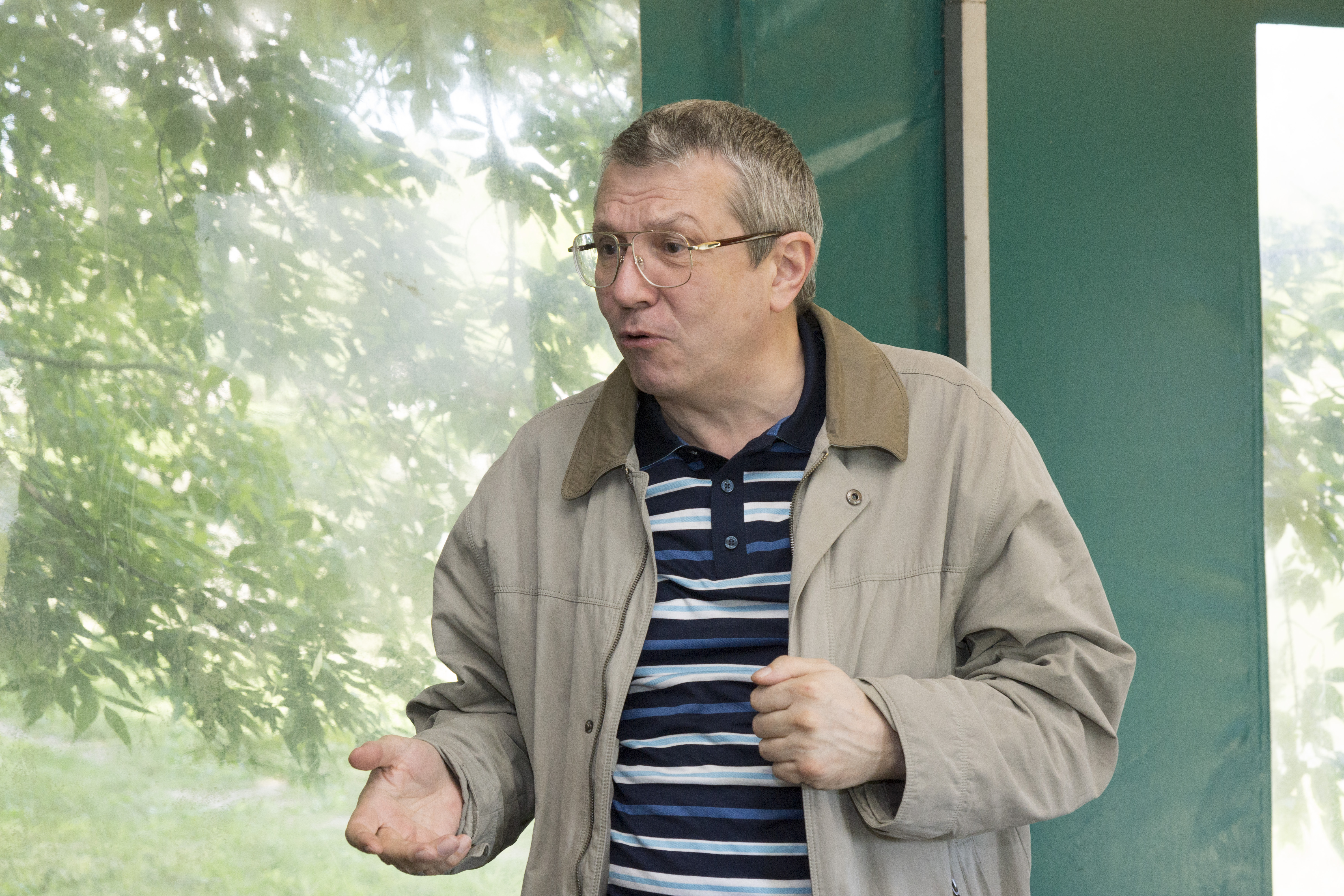
Виктор Сазонов

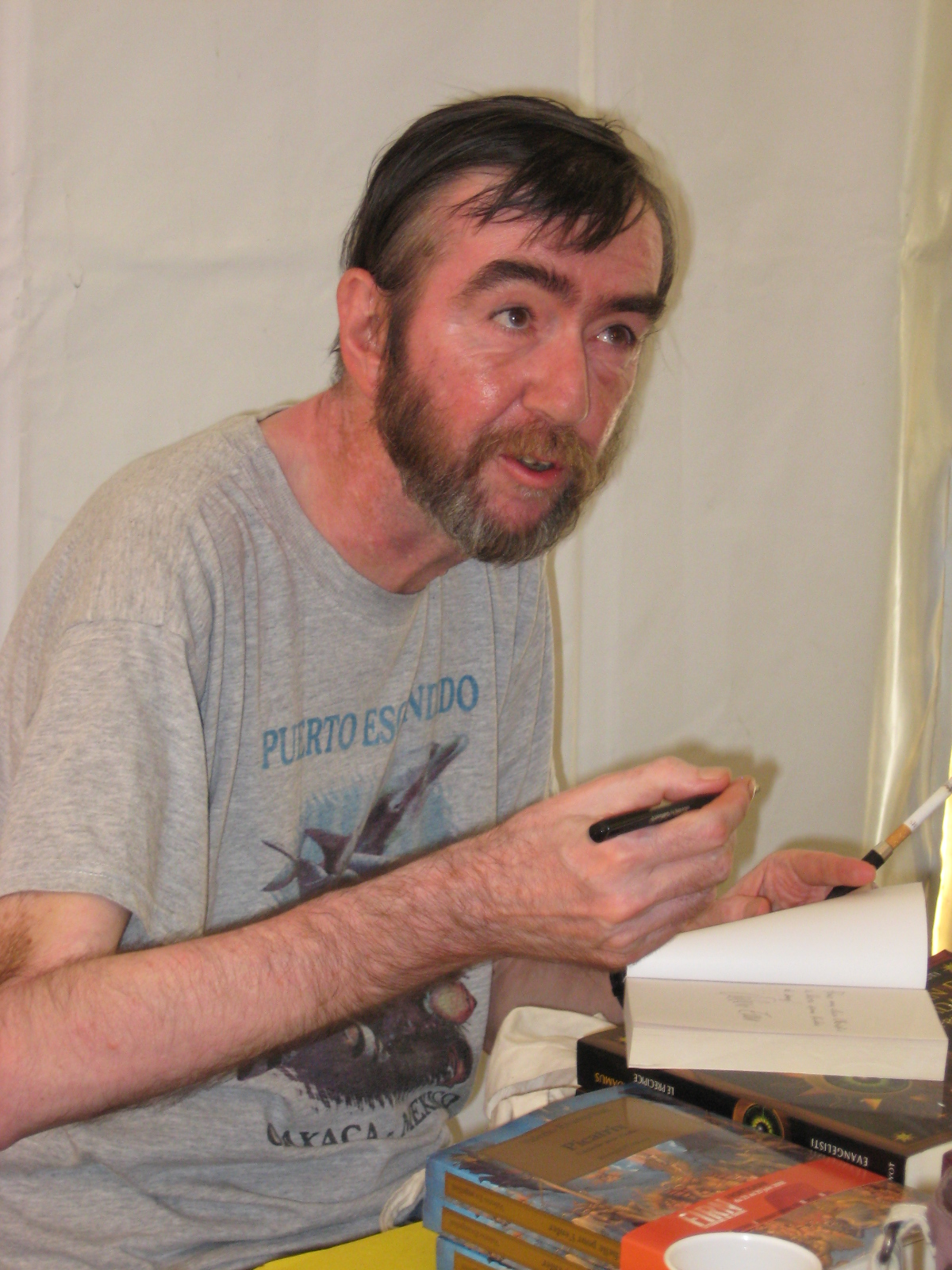
Валерио Эванджелисти

- Ангелич, Николас[англ.] (51) — американский пианист[160].
- Беллоккьо, Пьерджорджо[итал.] (90) — итальянский литературный критик и писатель[161].
- Бёртуистл, Харрисон Пол (87) — британский композитор[162].
- Елисеева, Людмила Михайловна (84) — советская и российская актриса театра и кино[163].
- Кожиньский, Анджей[пол.] (82) — польский композитор[164].
- Кортес, Хосе Луис[значимость?] (70) — кубинский музыкант и композитор[165].
- Манукян, Фердинанд Овсепович[арм.] (80) — армянский художник, народный художник Армении (2015)[166].
- Матичич, Янез[англ.] (95) — югославский и словенский композитор и пианист[167].
- Мейер, Жан[фр.] (97) — французский историк[168].
- Мэрджиняну, Ремус[рум.] (84) — румынский актёр[169].
- Нич, Герман (83) — австрийский художник, один из основных представителей венского акционизма[170].
- Пинто Рубианес, Педро[исп.] (91) — эквадорский политик и государственный деятель, вице-президент Эквадора (2000—2003)[171].
- Ратас, Рейн[эст.] (83) — эстонский политический деятель, депутат Рийгикогу[172].
- Сазонов, Виктор Васильевич (71) — советский и российский учёный в области механики, доктор физико-математических наук (1986), профессор МГУ (1998), сотрудник ИПМ АН СССР / РАН (с 1974)[173].
- Трубников, Вячеслав Иванович (77) — деятель советских и российских спецслужб, директор СВР России (1996—2000), генерал армии (1998), Герой Российской Федерации (1999)[174].
- Харрис, Айвор Рекс[англ.] (82) — британский материаловед, иностранный член НАН Украины (2000) (о смерти объявлено в этот день)[175].
- Хейфец, Леонид Ефимович (87) — советский и российский театральный режиссёр, народный артист Российской Федерации (1993)[176].
- Эванджелисти, Валерио (69) — итальянский писатель[177]

## 17 апреля

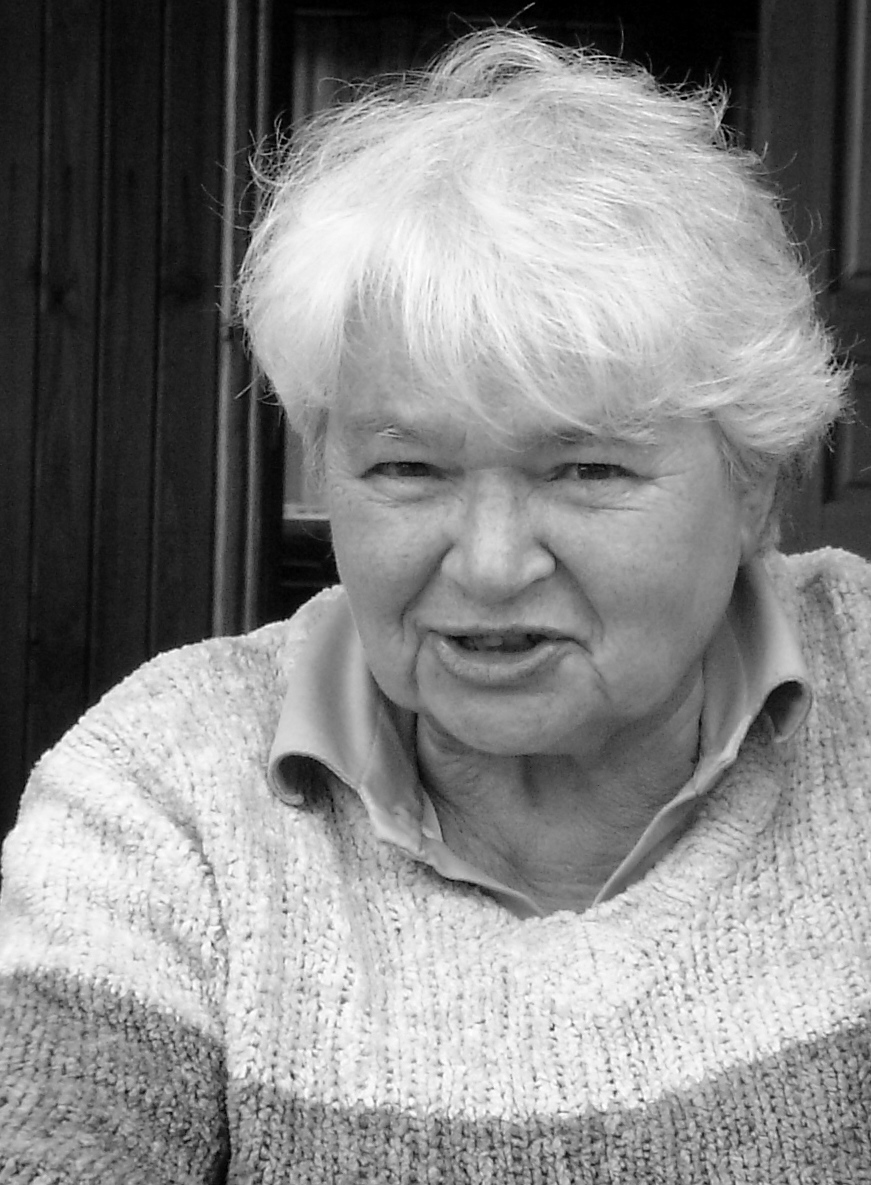
Рада Грановская

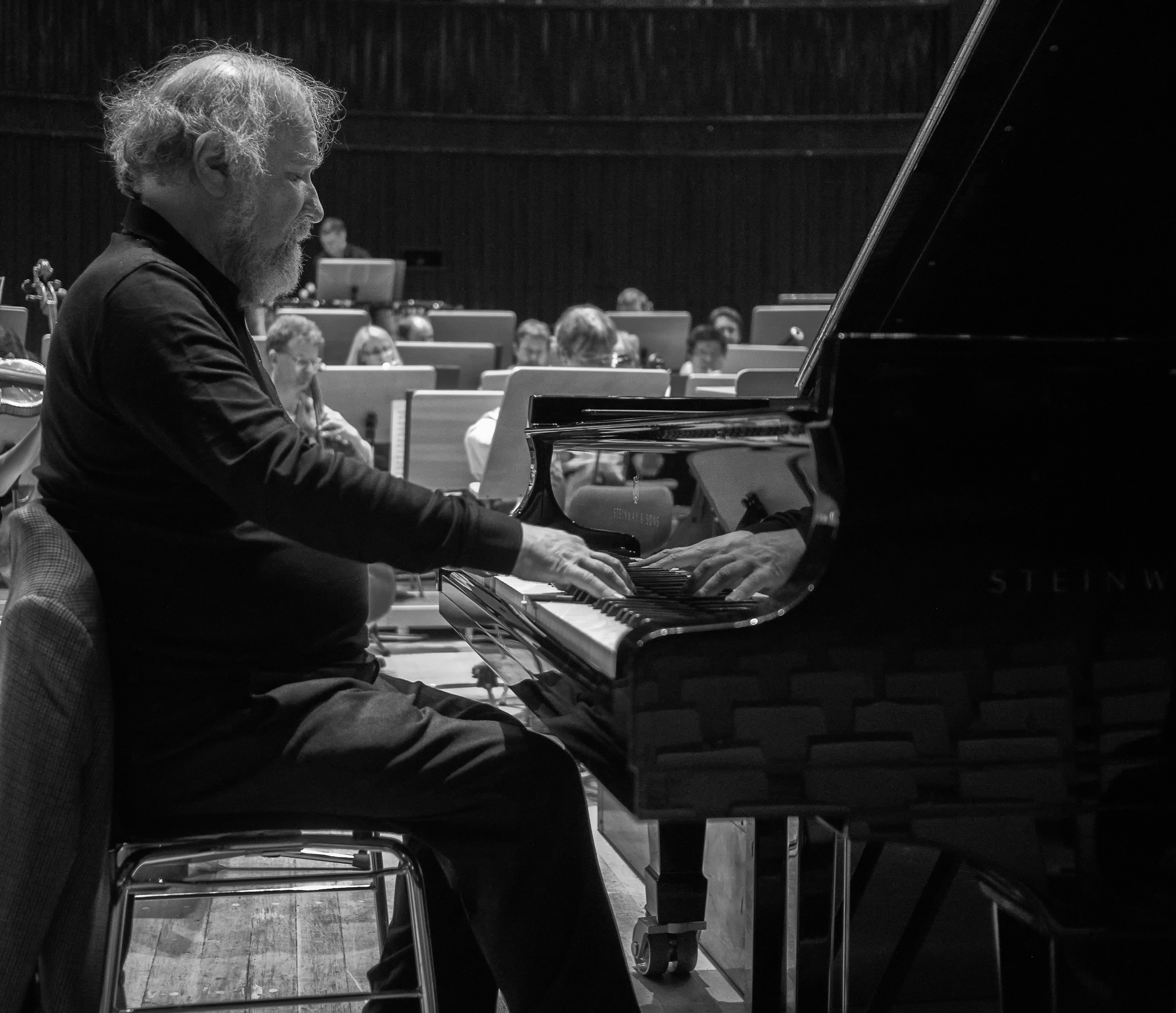
Раду Лупу

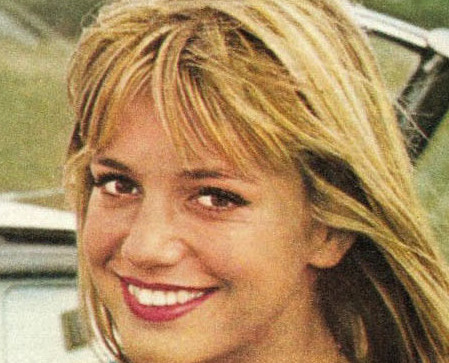
Катрин Спаак

- Бальтра, Мирейя (90) — чилийская политическая деятельница, министр труда (1972) и депутат парламента Чили[178].
- Беллуджи, Урсула[англ.] (91) — американский когнитивный микробиолог, член Национальной академии наук США (2008)[179].
- Грановская, Рада Михайловна (92) — советский и российский психолог и публицист[180].
- Гусаров, Николай Николаевич (81) — советский и российский кинорежиссёр, киноактёр и киносценарист[181].
- Кимбел, Уильям (68) — американский палеоантрополог, доктор наук, профессор[182].
- Лупу, Раду (76) — румынский пианист[183].
- Морозов, Максим Сергеевич (33) — российский борец по корэш, обладатель Кубка мира[184].
- Ноэль, Паоло[фр.] (93) — канадский актёр и певец[185].
- Писарев, Павел (87) — болгарский журналист и деятель культуры[186].
- Резник, Холлис[англ.] (66) — американская киноактриса и певица[187].
- Спаак, Катрин (77) — бельгийская и итальянская актриса и певица[188].
- Харрис, Джимми (88) — английский футболист, победитель Кубка английской лиги (1963) в составе «Бирмингем Сити»[189].
- Шаталов, Виктор Михайлович (90) — советский и белорусский режиссёр, оператор и сценарист документального кино, заслуженный деятель искусств Республики Беларусь[190].
- Шобдонова, Ойтожихон (76) — советская и киргизская актриса, народная артистка Киргизской ССР (1988)[191].

## 16 апреля

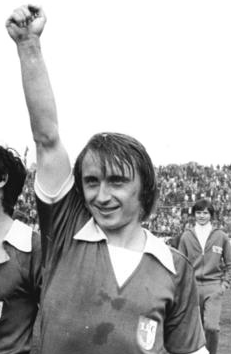
Йоахим Штрайх

- Анастасьева, Маргарита Викторовна (97) — советская и российская актриса и писательница, артистка МХАТа (1947—1985), заслуженная артистка РСФСР (1967), вдова В. С. Давыдова[192].
- Арро, Лембит[эст.] (92) — эстонский политик, депутат Рийгикогу (1992—1999)[193].
- Винярская, Халина[пол.] (88) — польская актриса[194].
- Ибарра де Пьедра, Росарио[исп.] (95) — мексиканская политическая и общественная активистка, член Сената Мексики[195].
- Лисон, Дэвид[англ.] (64) — американский фотожурналист, лауреат Пулитцеровской премии (2004)[196].
- Ортис, Мариано[англ.] (77) — пуэрто-риканский баскетболист, участник летних Олимпийских игр (1968, 1972, 1976)[197].
- Рай, Навал Кишор[англ.] (62) — индийский политик, депутат Лок сабхи (1999—2004)[198].
- Ригер, Венди[значимость?] (65) — американская телеведущая[199].
- Севилья, Глория[англ.] (90) — филиппинская киноактриса[200].
- Фролов, Владимир Петрович (55) — российский военный деятель, участник российско-украинской войны, заместитель командующего 8-й армией, генерал-майор; погиб в бою (о смерти стало известно в этот день)[201].
- Штрайх, Йоахим (71) — восточногерманский футболист, бронзовый призёр Олимпийских игр (1972)[202].
- Юсин, Георгий Семёнович (71) — российский градостроитель, академик РААСН[203].

## 15 апреля

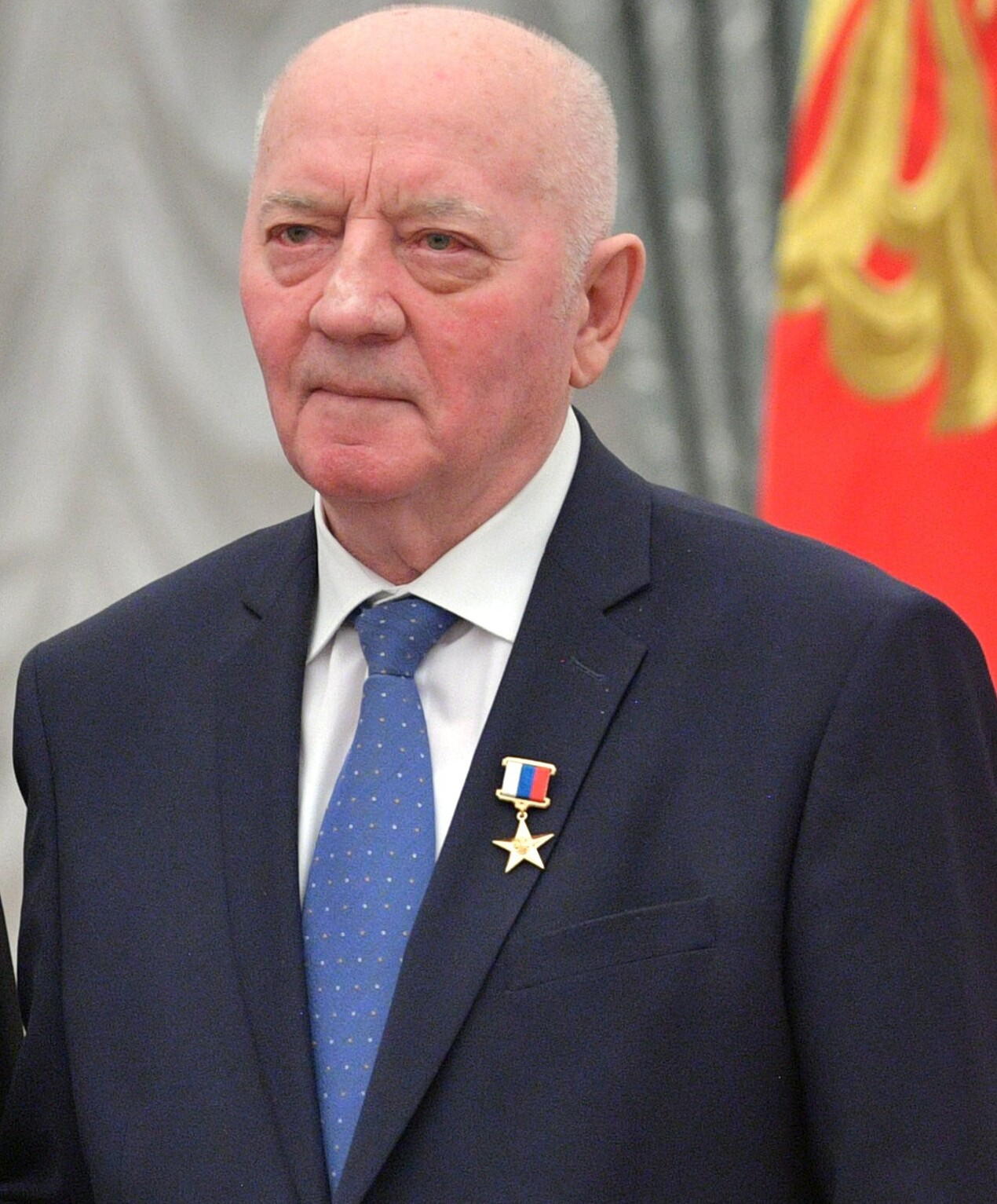
Николай Жарков

- Большаков, Олег Васильевич (82) — советский и российский учёный в области технологии и машиностроения в пищевом производстве, член-корреспондент РАСХН (1999—2014), член-корреспондент РАН (2014)[204].
- Винге, Метте[дат.] (85) — датская писательница, филолог и литературный критик[205].
- Гарсия Хиль, Ласаро[исп.] (74) — кубинский эстрадный певец и композитор[206].
- Гермесхаузен, Бернхард (70) — восточногерманский бобслеист, трёхкратный чемпион зимних Олимпийских игр: в Инсбруке (1976 — дважды) и в Лейк-Плэсиде (1980)[207].
- Жарков, Николай Сергеевич (84) — советский и российский судостроитель, директор завода «Красное Сормово» (1984—2018), Герой Труда Российской Федерации (2019)[208].
- Заволокин, Борис Фёдорович (82) — советский и российский актёр театра и кино, народный артист РСФСР (1987)[209].
- Клещенко, Василий Петрович (45) — российский военный лётчик, полковник, участник российско-украинской войны, Герой России (2022, посмертно); погиб в бою[210].
- Кузнецов, Александр Михайлович (99) — участник Великой Отечественной войны, Герой Советского Союза (1943)[211].
- Лопес Рианьо, Карлос[исп.] (81) — испанский юрист и политик, депутат Конгресса депутатов (1982—1996)[212].
- Муньош, Эунис[порт.] (93) — португальская актриса[213].
- Ньютон, Джек[англ.] (72) — австралийский гольфист[214].
- О’Кеннеди, Майкл[англ.] (86) — ирландский политик, министр иностранных дел (1977—1979), министр финансов (1979—1980)[215].
- Пламб, Генри[англ.] (97) — британский политик, член Палаты лордов (1987—2017), член (1979—1999) и президент (1987—1989) Европарламента[216].
- Поспишилова, Власта[чеш.] (87) — чехословацкий и чешский режиссёр анимации[217].
- Руп, Арт (104) — американский музыкальный продюсер[218].
- Тужинский, Ян[словац.] (71) — словацкий прозаик и эссеист[219].
- Тэруя, Кантоку[англ.] (76) — японский политик, член Палаты советников Японии (1995—2001), депутат Палаты представителей Японии (2003—2021)[220].
- Фитусси, Жан-Поль (79) — французский экономист[221].
- Шеридан, Лиз (93) — американская киноактриса[222].
- Эрнандес, Северо[англ.] (81) — колумбийский трековый велогонщик, участник Олимпийских игр (1968)[223].
- Середюк, Егор Васильевич (26) — украинский военный лётчик, капитан, участник российско-украинской войны, Герой Украины (2022, посмертно); погиб в бою.

## 14 апреля

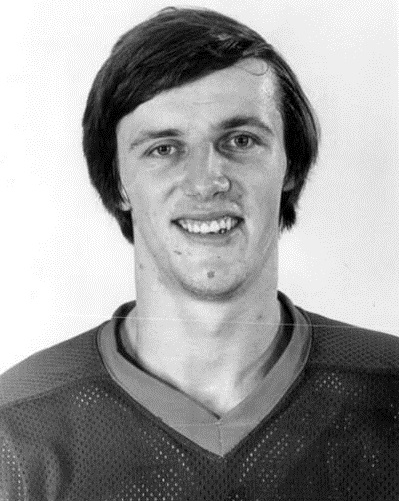
Майк Босси

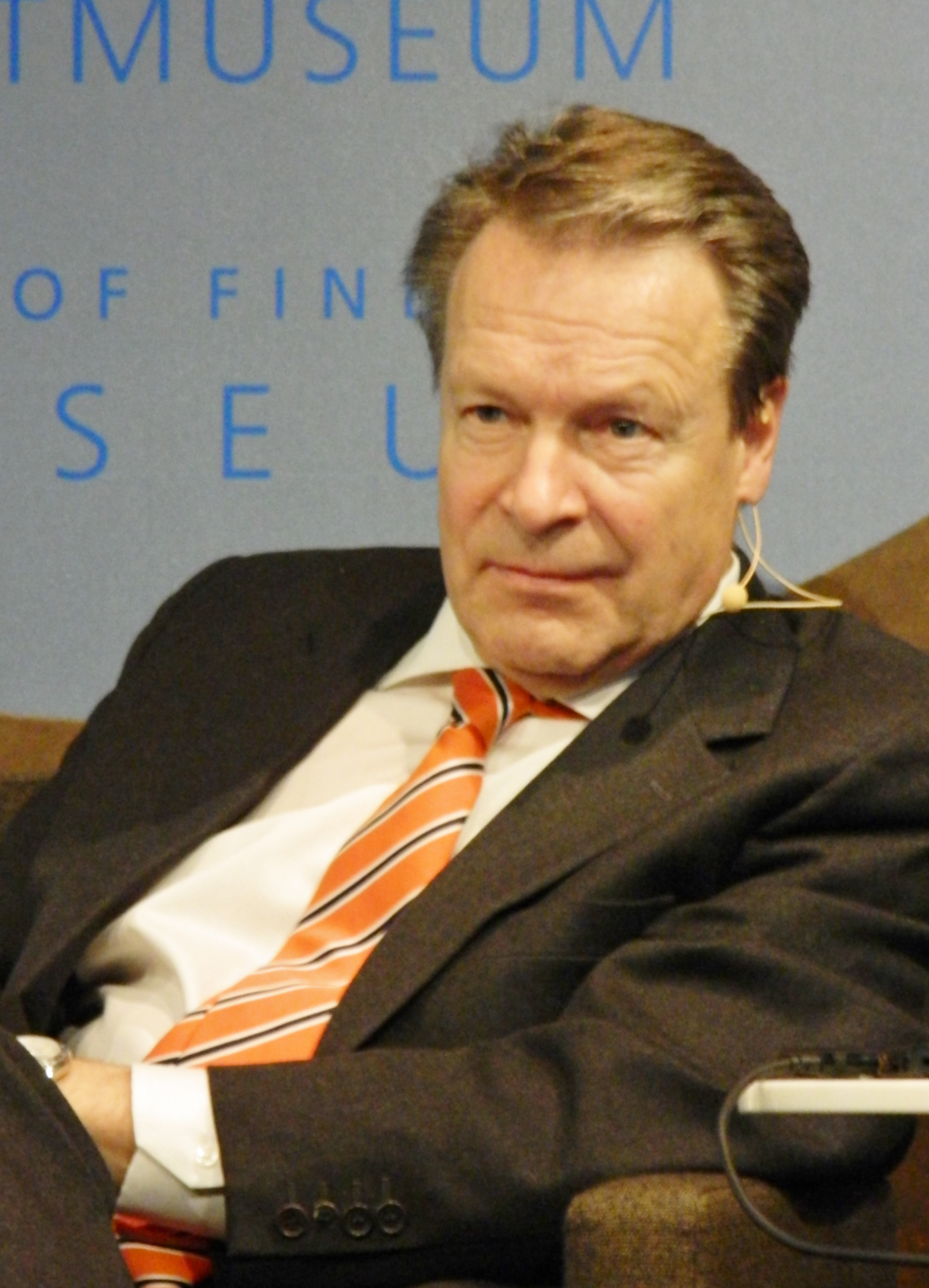
Илкка Канерва

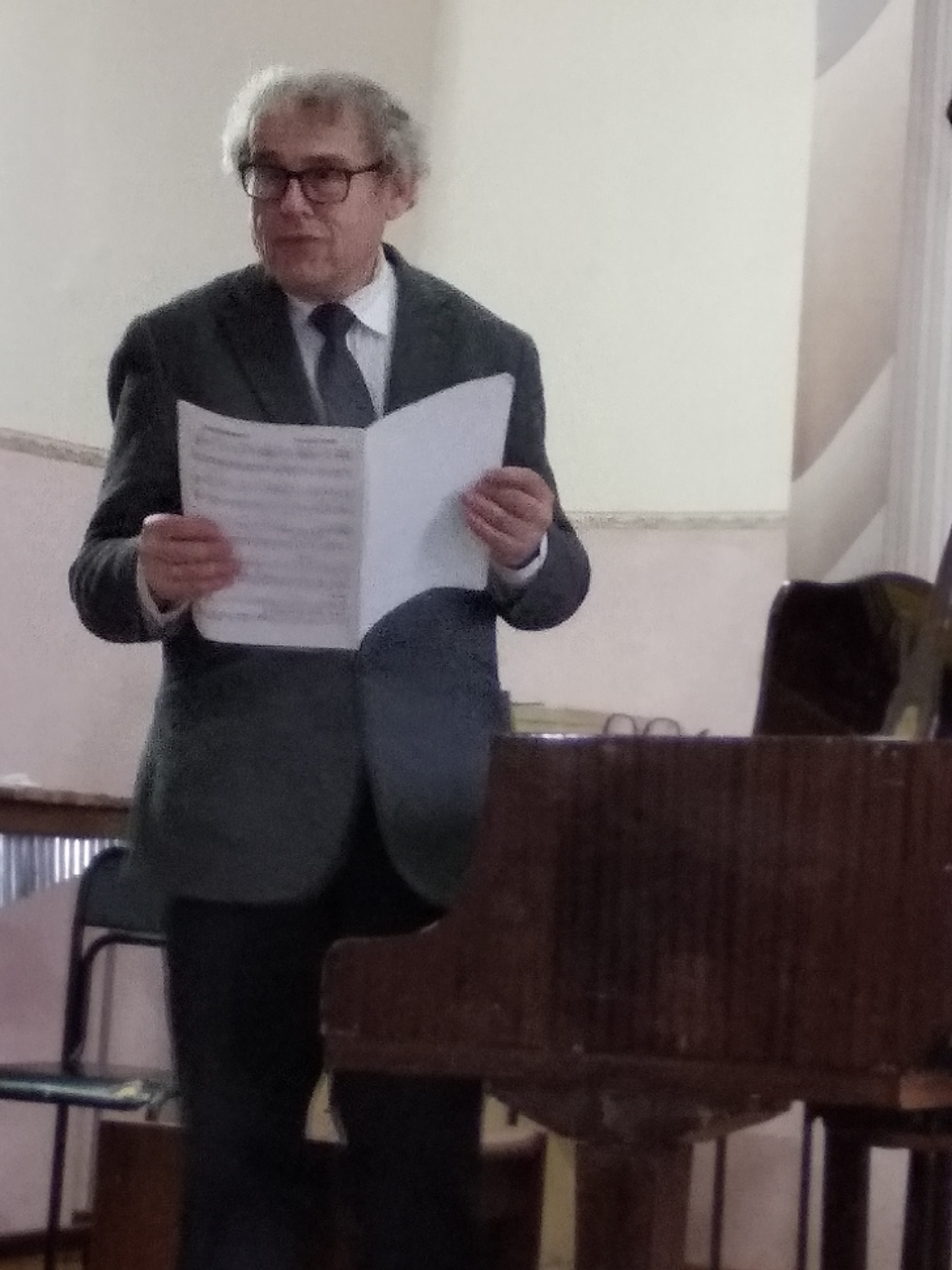
Владимир Птушкин

- Бендини, Роберто[исп.] (76) — начальник генерального штаба аргентинской армии (2003—2008)[224].
- Босси, Майк (65) — канадский хоккеист, четырёхкратный обладатель Кубка Стэнли (1980—1983) в составе клуба «Нью-Йорк Айлендерс»[225].
- Бреннинкмейер, Алекс[нидерл.] (70) — нидерландский юрист, национальный омбудсмен Нидерландов (2005—2014)[226].
- Ермаков, Александр Иванович (70) — советский и российский педагог, музейный деятель, директор музея-усадьбы С. В. Рахманинова «Ивановка» (1978—2022), лауреат Государственной премии Российской Федерации в области литературы и искусства (2019), Заслуженный работник культуры Российской Федерации, Заслуженный деятель искусств Российской Федерации[227].
- Канерва, Илкка (74) — финский политик, министр иностранных дел (2007—2008), депутат Парламента (с 1975), председатель Парламентской ассамблеи ОБСЕ (2014—2016)[228].
- Михаил (Лярош) (79) — архиерей ПЦУ, митрополит Корсунский (с 2019)[229].
- Оми, Кодзи[англ.] (89) — японский государственный деятель, министр финансов Японии (2006—2007)[230].
- Паталил, Джозеф[нем.] (85) — индийский католический прелат, епископ Удайпура (1984—2012)[231].
- Птушкин, Владимир Михайлович (73) — советский и украинский композитор, педагог, народный артист Украины (2009)[232].
- Рейнольдс, Клей[англ.] (72) — американский писатель и литературный критик, профессор[233].
- Салливан, Кон[англ.] (93) — английский футбольный вратарь («Бристоль Сити», «Арсенал»)[234].
- Тумаков, Алексей Степанович (76) — советский и российский хормейстер, заслуженный работник культуры РСФСР (1984)[235].
- Хэкфорд, Рио[англ.] (51) — американский актёр[236].

## 13 апреля

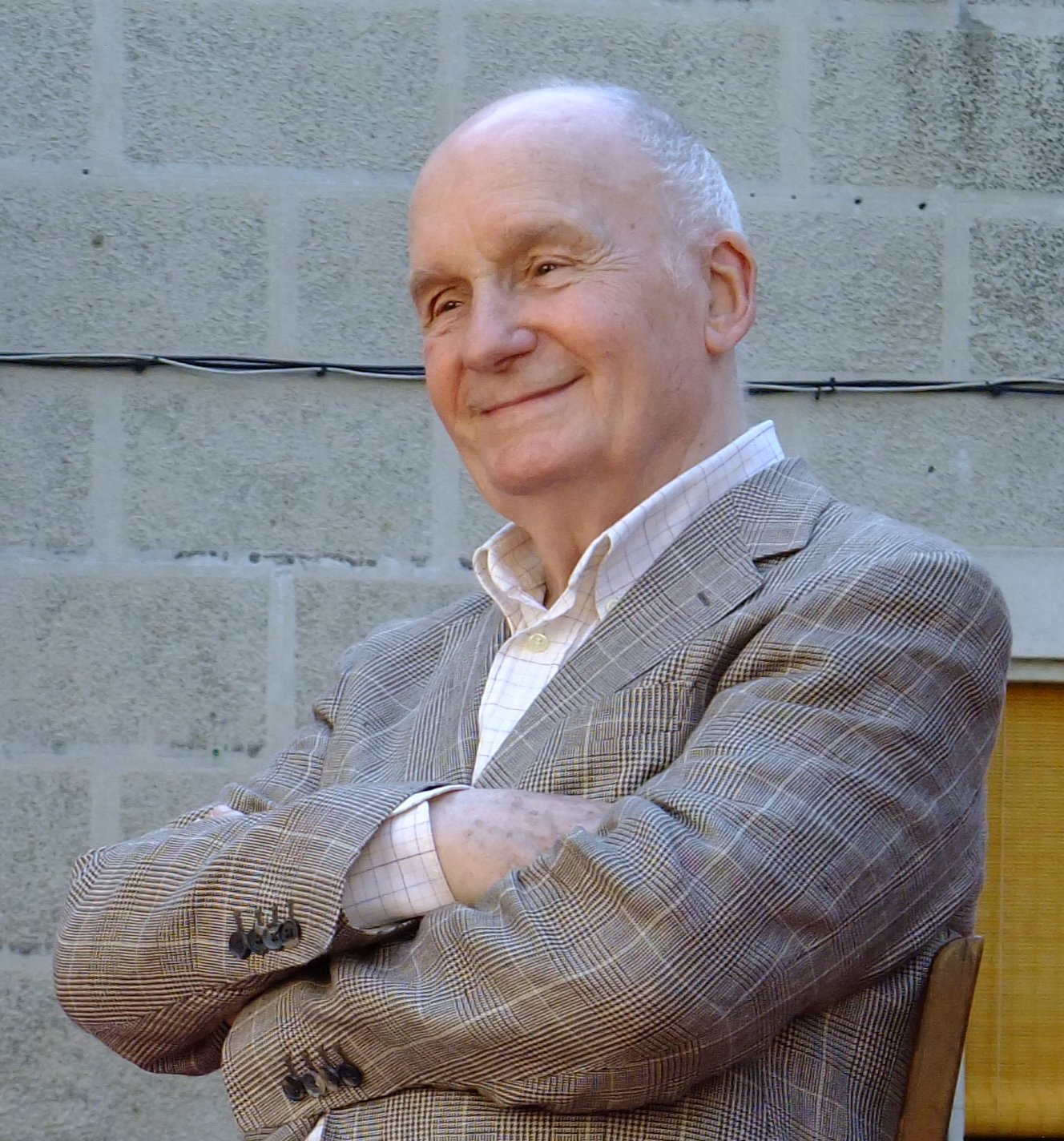
Мишель Буке

- Батталья, Летиция (87) — итальянский фотограф и фотожурналист[237].
- Буке, Мишель (96) — французский актёр[238].
- Ван Юймэй[кит.] (87) — китайская киноактриса, лауреат премий «Золотой петух» и «Сто цветов»[239].
- Гарбуз, Александр Русланович (19) — украинский военнослужащий, участник российско-украинской войны, Герой Украины (2022, посмертно); погиб в бою (о смерти объявлено в этот день)[240].
- Георгиогло, Николай Николаевич (89) — советский и молдавский строитель, Герой Социалистического Труда (1971)[241].
- Гергенрёдер, Игорь Алексеевич (69) — русско-немецкий писатель, поэт, журналист[242].
- Гёппель, Йозеф[нем.] (71) — немецкий политик, депутат Бундестага (2002—2017)[243].
- Гилади, Алекс[ивр.] (79) — израильский журналист и спортивный функционер[244].
- Карреньо Луэнгас, Хорхе[исп.] (92/93) — колумбийский судья, президент Верховного суда Колумбии (1990—1991)[245].
- Катифорис, Йоргос[англ.] (87) — греческий юрист и политик, депутат Европейского парламента (1994—2004)[246].
- Кузнецов, Валерий Григорьевич (80) — советский и российский философ, доктор философских наук (1992), профессор (1996), заслуженный профессор МГУ (2006)[247].
- Леви, Морис[фр.] (99) — французский физик, президент Национального центра космических исследований Франции (1973—1976)[248].
- Леонард, Джимми[англ.] (94) — ирландский политик, сенатор (1981—1982), депутат Палаты представителей Ирландии (1973—1981, 1982—1997)[249].
- Лютейн, Давид[нидерл.] (78) — нидерландский политик, сенатор (1983—1995)[250].
- Маккарти, Том[англ.] (61) — канадский профессиональный хоккеист («Миннесота Норт Старз», «Бостон Брюинз»)[251].
- Ринкон, Фредди (55) — колумбийский футболист; последствия ДТП[252].
- Розенлёхер, Томас[нем.] (74) — немецкий писатель и поэт[253].
- Триас, Хорхе[исп.] (62) — испанский юрист и политик, депутат Конгресса депутатов (1996—2000)[254].
- Уильямс, Дезай[англ.] (62) — канадский спринтер, бронзовый призёр летних Олимпийских игр в Лос-Анджелесе (1984)[255].
- Фариан, Вольфганг (80) — западногерманский футболист, игрок национальной сборной (1962—1964)[256].
- Хегланд, Леннарт[швед.] (79) — шведский музыкант, бас-гитарист группы Hep Stars[257].
- Хризостом (Маврояннопулос) (95) — иерарх Константинопольской православной церкви, митрополит Гелиопольский и Ферский (с 2019)[258].
- Экстрём, Йоханна (51) — шведская художница и писательница[259].

## 12 апреля

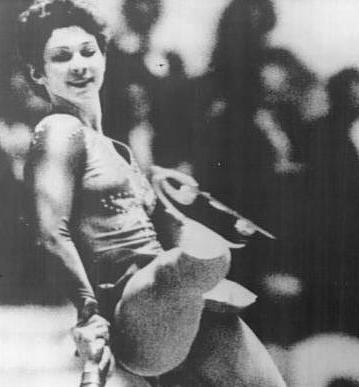
Ирина Воробьёва

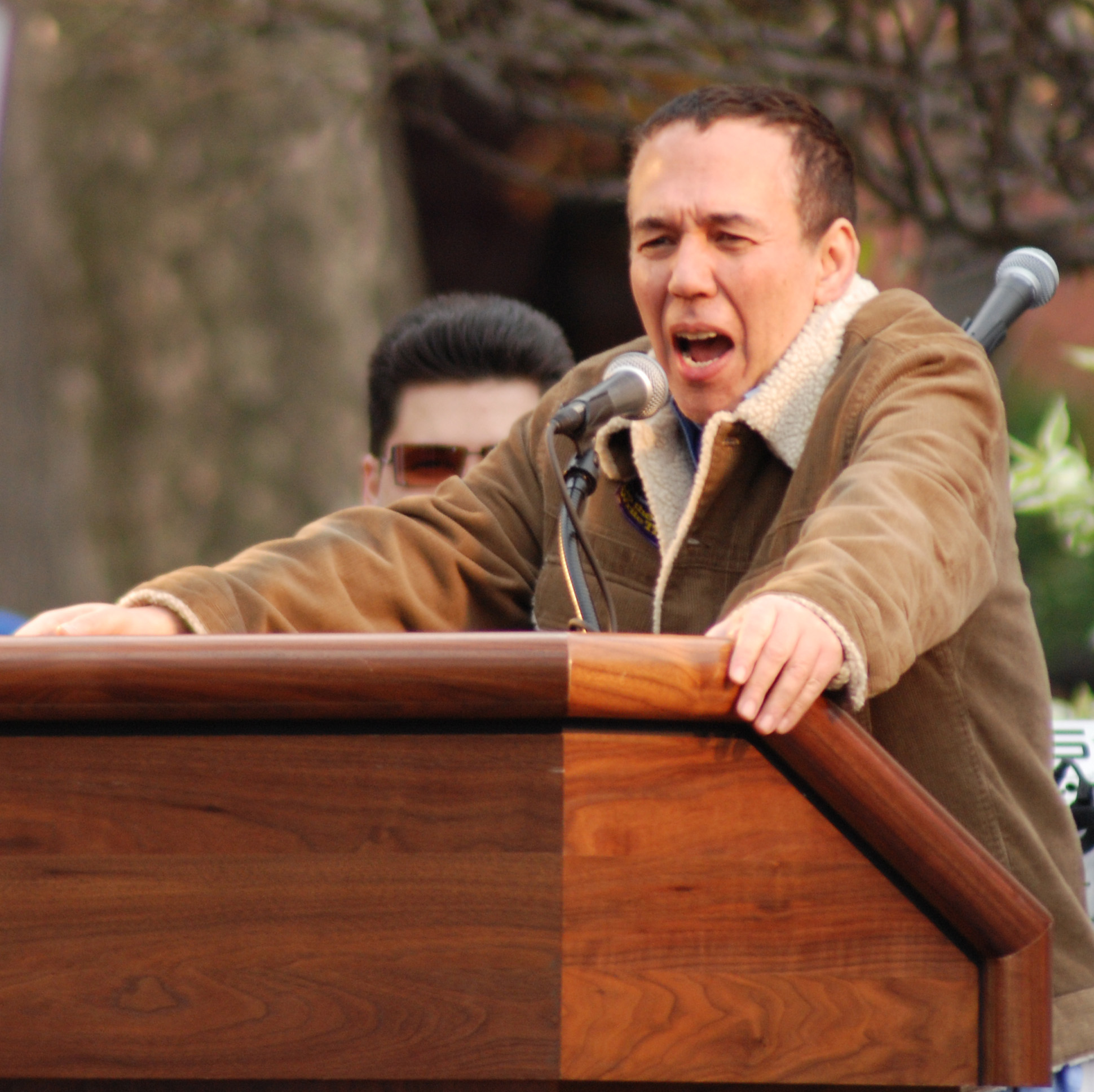
Гилберт Готтфрид

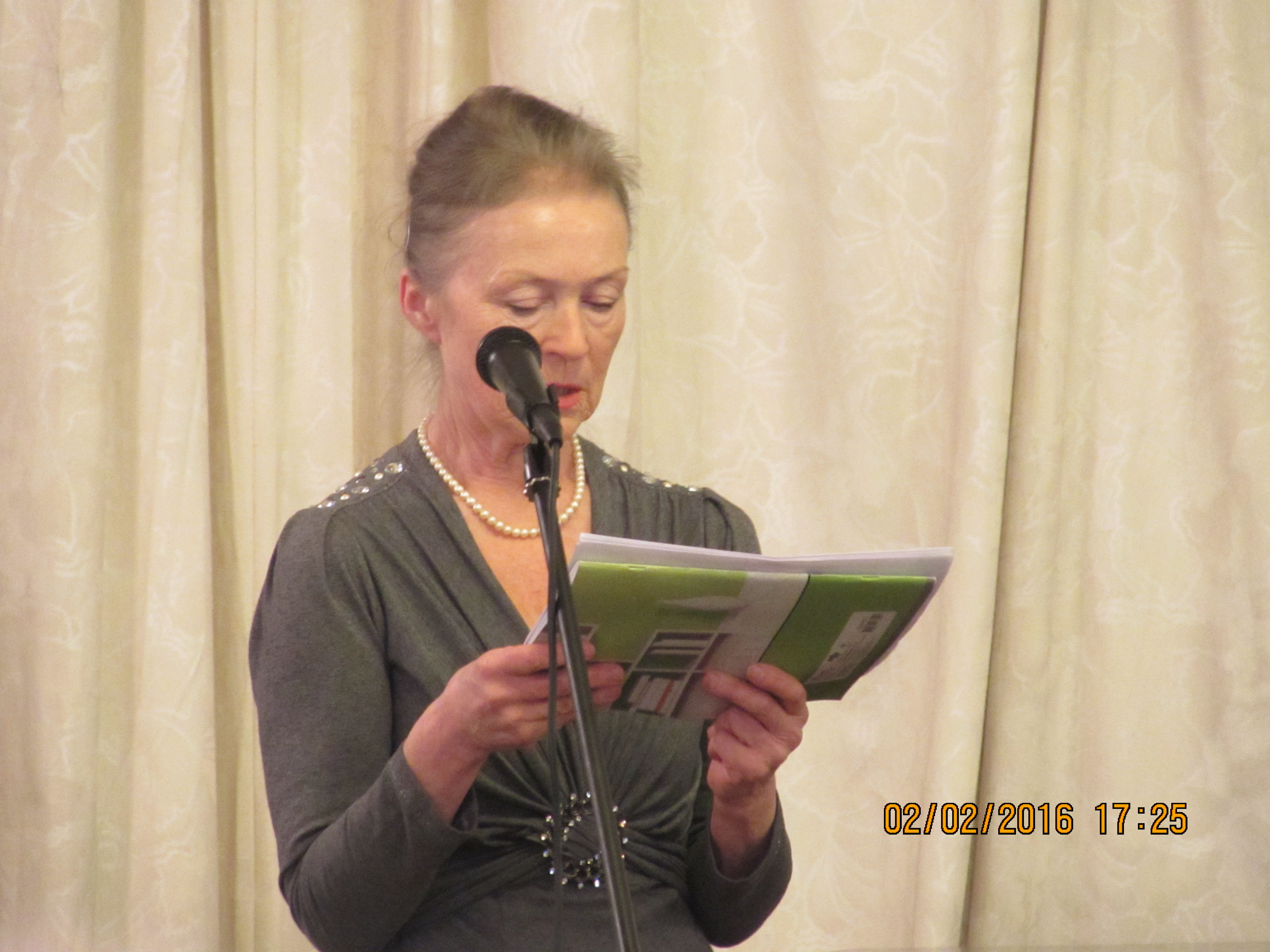
Лариса Хоролец

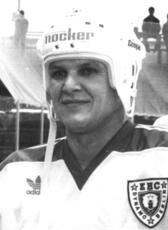
Сергей Яшин

- Воробьёва, Ирина Николаевна (63) — советская фигуристка, чемпионка мира (1981) и Европы (1981) в паре с Игорем Лисовским[260].
- Герман (Хавиаропулос) (91) — иерарх Константинопольской православной церкви, митрополит Транупольский (с 1987)[261].
- Готтфрид, Гилберт (67) — американский актёр кино, телевидения и озвучивания, стендап-комик[262].
- Костышин, Степан Степанович (90) — советский и украинский биолог, доктор биологических наук (1985), профессор (1986), ректор Черновицкого университета (1987—2001)[263].
- Макмиллан, Седрик[англ.] (44) — американский бодибилдер, победитель конкурса «Арнольд Классик» (2017)[264].
- Петриченко, Вячеслав Ремович[значимость?] (74) — советский и российский актёр, артист МХАТ[265].
- Рагульский, Валерий Валерианович (79) — советский и российский физик, сотрудник ИПМех РАН (с 1977), член-корреспондент РАН (2000)[266].
- Роланд, Чарльз Пирс[англ.] (104) — американский историк, доктор наук, профессор[267].
- Свайг, Арне (75) — норвежский шахматист[268].
- Стэнеску, Траян[рум.] (82) — румынский актёр[269].
- Хоролец, Лариса Ивановна (73) — советская и украинская актриса, народная артистка УССР (1988), министр культуры УССР / Украины (1991—1992)[270].
- Шимкевич, Яцек[пол.] (47) — польский музыкант и автор песен[271].
- Янко, Звонимир (89) — югославский и немецкий математик[272].
- Яшин, Сергей Анатольевич (60) — советский хоккеист, олимпийский чемпион (1988), заслуженный мастер спорта СССР (1988)[273].

## 11 апреля

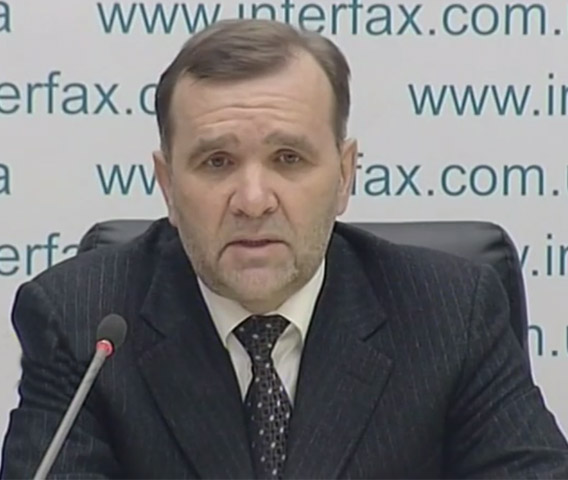
Александр Бакуменко

- Авдеева, Светлана Константиновна (80) — советская и российская артистка цирка, заслуженная артистка Российской Федерации (2000)[274].
- Бакуменко, Александр Борисович (62) — украинский политик и общественный деятель, народный депутат Украины (2014—2019)[275].
- Барнетт, Гаррет[англ.] (46) — канадский профессиональный хоккеист («Анахайм Дакс»)[276].
- Гёргеи, Габор[англ.] (92) — венгерский поэт и писатель, министр культуры (2002—2003)[277].
- Гуардия, Эдуарду[англ.] (56) — бразильский политический деятель и экономист, министр финансов (2018—2019)[278].
- Дыбченко, Игорь Васильевич (61) — советский и украинский футболист и тренер[279].
- Калмыков, Алексей Николаевич (33) — российский военнослужащий, майор, зам.командира отряда воинской части специального назначения Главного управления Генерального штаба ВС РФ, участник российско-украинской войны, Герой России (2022, посмертно); погиб в бою[280].
- Кузьмин, Александр Иванович (80) — российский дипломат, чрезвычайный и полномочный посол России в Судане (1992—1998)[281].
- Купер, Уэйн (65) — американский баскетболист[282].
- Морнекс, Рене[фр.] (94) — французский эндокринолог, доктор наук, профессор Лионского университета[283].
- Моффетт, Чарнетт[англ.] (54) — американский джазовый бас-гитарист[284].
- Новосёлов, Юрий Константинович (94) — советский и российский учёный в области кормопроизводства, член-корреспондент ВАСХНИЛ / РАСХН (1985—2014), член-корреспондент РАН (2014)[285].
- Парсонс, Тимоти Ричард[англ.] (89) — канадский океанолог, единственный канадский лауреат Премии Японии (2001)
- Сакко, Джульетта[итал.] (77) — итальянская певица[286].
- Суркова, Валентина Ивановна (89) — советская артистка цирка, воздушная гимнастка, заслуженная артистка РСФСР (1969)[287].
- Фейз Сараби, Мохаммад[англ.] (93) — иранский политик, член Совета экспертов (с 2006)[288].
- Юнкерман, Хеннес[нем.] (87) — немецкий шоссейный велогонщик[289].

## 10 апреля

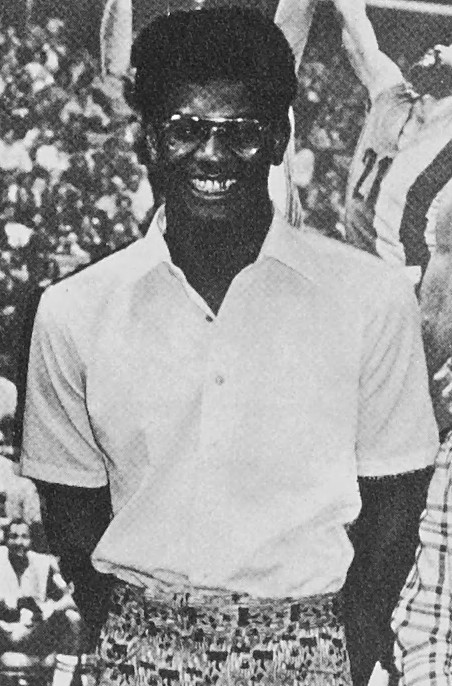
Джон Дрю

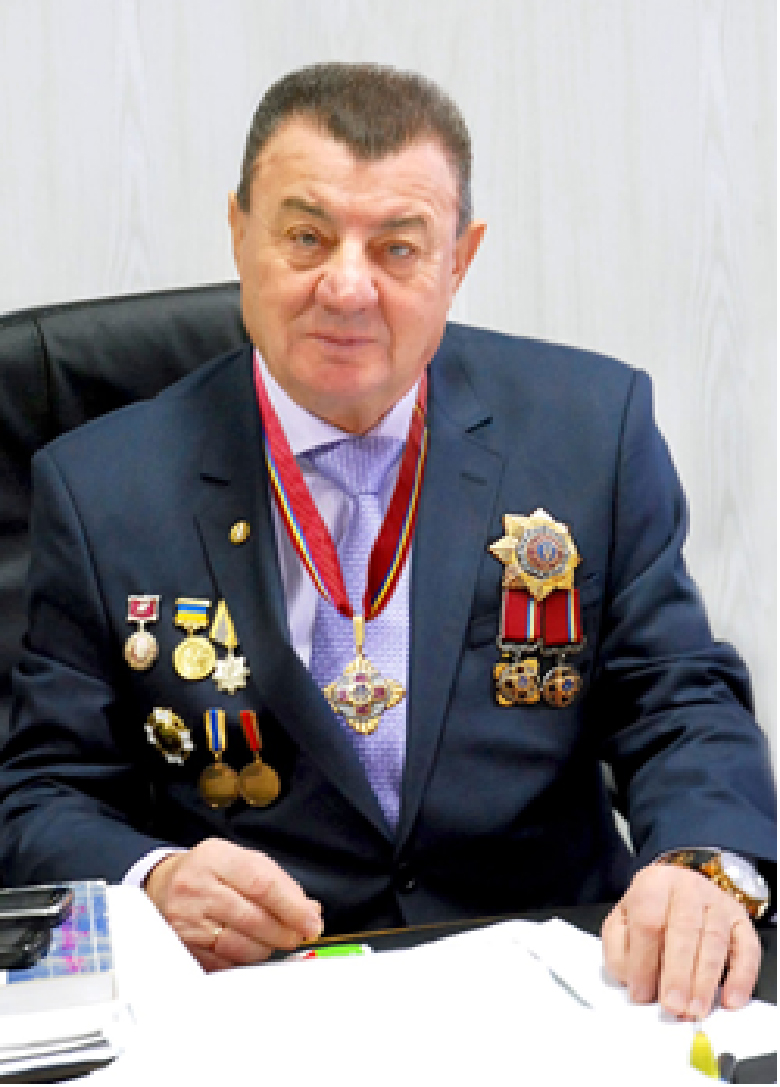
Иван Косенко

- Бусманс, Филипп (85) — бельгийский композитор[290].
- Ван Сэньхао[англ.] (89) — китайский политик, губернатор Шаньси (1983—1992)[291].
- Гезгез, Эйя[англ.] (17) — тунисская яхтсменка, участница Олимпийских игр (2020); несчастный случай[292].
- Дрю, Джон (67) — американский баскетболист[293].
- Жен, Франсис[фр.] (90) — французский политический деятель, депутат Национального собрания Франции (1978—1993)[294].
- Кику, Павел Фёдорович (65) — российский эколог человека, доктор медицинских наук (2000), профессор ДВФУ (2001)[295].
- Косенко, Иван Семёнович (81) — советский и украинский ботаник, директор дендропарка «Софиевка» (с 1980), член-корреспондент НАН Украины (2006)[296].
- Макарова-Церетели, Вера Александровна (77) — советский, российский и грузинский театральный критик и журналистка[297].
- Нусейбе, Хазем (99) — иорданский политик и дипломат, министр иностранных дел (1962—1963, 1965)[298].
- Родригес, Эстела (54) — кубинская дзюдоистка, серебряный призёр Олимпийских игр 1992 и 1996 годов[299].
- Сагдуллаев, Лутфулла (81) — советский и узбекский актёр и режиссёр, народный артист Узбекистана (2001)[300].
- Старостина, Римма Фёдоровна (83) — советская и украинская спортсменка и тренер, заслуженный тренер Украины[301].
- Уильямс, Десаи[англ.] (62) — канадский спринтер, бронзовый призёр летних Олимпийских игр (1984) в эстафете 4х100 метров[302].
- Фругони, Кьяра (82) — итальянский историк[303].
- Шкурко, Александр Иванович (84) — советский и российский историк, директор (1992—2010) и президент (с 2010) Государственного исторического музея[304].

## 9 апреля

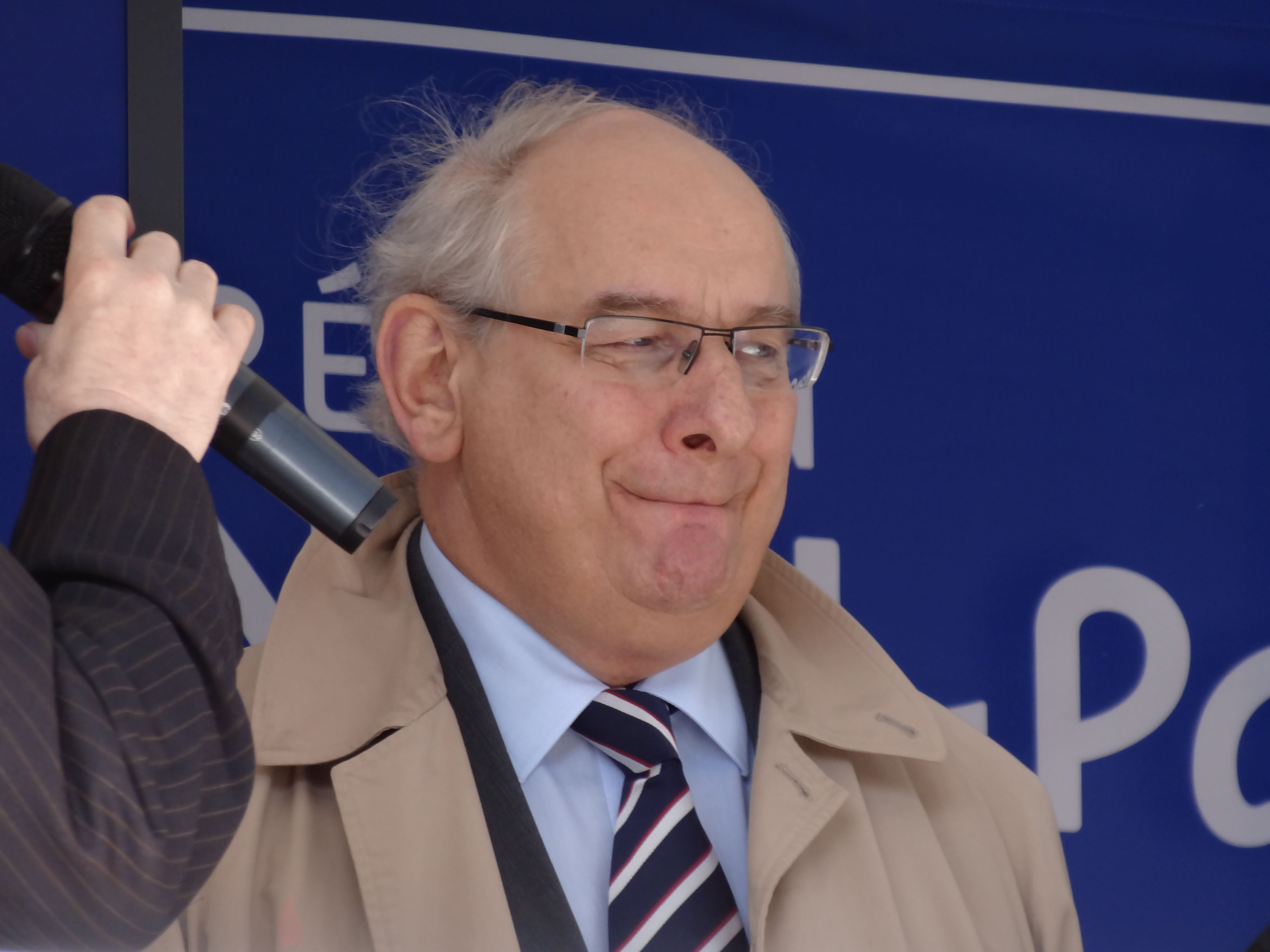
Мишель Делебарр

- Атипожийл, Стивен[нем.] (77) — индийский католический прелат, епископ Алеппи (2001—2019)[305].
- Бейли, Крис[англ.] (65) — австралийский певец, автор песен, музыкант и продюсер (The Saints)[306].
- Бронштейн, Михаил Лазаревич (99) — советский и эстонский экономист, академик АН Эстонской ССР / АН Эстонии (1975)[307].
- Дашко, Игорь Тарасович (44) — украинский военнослужащий, подполковник, участник российско-украинской войны, Герой Украины (2022, посмертно); погиб в бою[308].
- Деген, Михаэль[нем.] (90) — германский и израильский актёр и писатель[309].
- Делебарр, Мишель (75) — французский политик, мэр Дюнкерка (1989—2014), сенатор (2011—2017)[310].
- Дематриадес, Леллос[англ.] (89) — кипрский политик, депутат Палаты представителей Кипра (1960—1970)[311].
- Тухфатуллин, Илья Шамилевич (33) — российский самбист и дзюдоист, призёр чемпионатов России по самбо[312].
- Хаскинс, Дуэйн[англ.] (24) — игрок в американский футбол; ДТП[313].
- Хиггинс, Джек (92) — английский писатель[314].
- Янг, Джереми[англ.] (86—87) — британский актёр[315].

## 8 апреля

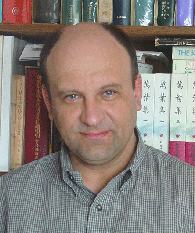
Александр Вовин

- Бобанич, Тарас Николаевич (33) — украинский военнослужащий, младший лейтенант, участник российско-украинской войны, Герой Украины (2022, посмертно); погиб в бою[316].
- Бом, Уве[нем.] (60) — немецкий актёр[317].
- Бунятов, Теймур Амираслан оглы[азерб.] (94) — советский и азербайджанский этнограф, академик НАН Азербайджана (2001), депутат Милли меджлиса (1995—2000)[318].
- Вилариньо, Хосе[исп.] (60) — аргентинский политический деятель, член Палаты депутатов (1995—1999, 2003—2015)[319].
- Вовин, Александр Владимирович (61) — советско-американский лингвист-японовед[320].
- Депирё, Анри (78) — бельгийский футболист и тренер[321].
- Жаворонков, Борис Иванович[значимость?] (96) — советский и российский поэт, член Союза писателей России[322].
- Иванов, Вадим Тихонович (84) — советский и российский биохимик, директор ИБХ АН СССР / РАН (1988—2017), академик ВАСХНИЛ / РАСХН (1988—2013), академик РАН (1991; академик АН СССР с 1987)[323].
- Кантар, Эдвин[англ.] (89) — американский бриджист, чемпион мира (1977, 1979)[324].
- Луфан, Барак[англ.] (35) — израильский гребец и спортивный администратор, глава федерации гребли на байдарках и каноэ; убит[325].
- Мацусима, Минори (81) — японская актриса озвучивания[326].
- Петров, Виктор Алексеевич (80) — советский и российский деятель науки, ректор СГПИ / СГПУ / СмолГУ (1992—2007)[327].
- Пэн Минминь[англ.] (98) — тайваньский политик, старший советник президента Тайваня (2000—2008)[328].
- Рани, Хударни[англ.] (71) — индонезийский политический деятель, сенатор (с 2014), губернатор провинции Банка-Белитунг (2002—2007)[329].
- Рейнхардт, Мими[англ.] (107) — австрийская еврейская секретарша, автор списка Шиндлера[330].
- Соинов, Александр Николаевич (73) — начальник ГУ МВД России по Новосибирской области (1993—2004), генерал-лейтенант милиции[331].
- Спиваков, Борис Яковлевич (80) — советский и российский химик, член-корреспондент РАН (2003)[332].
- Уинстон, Брайан[англ.] (80) — британский журналист, лауреат премии «Эмми» за сценарий документального фильма (1985)[333].

## 7 апреля

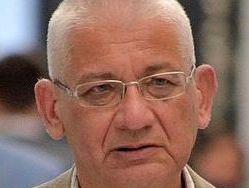
Людвик Дорн

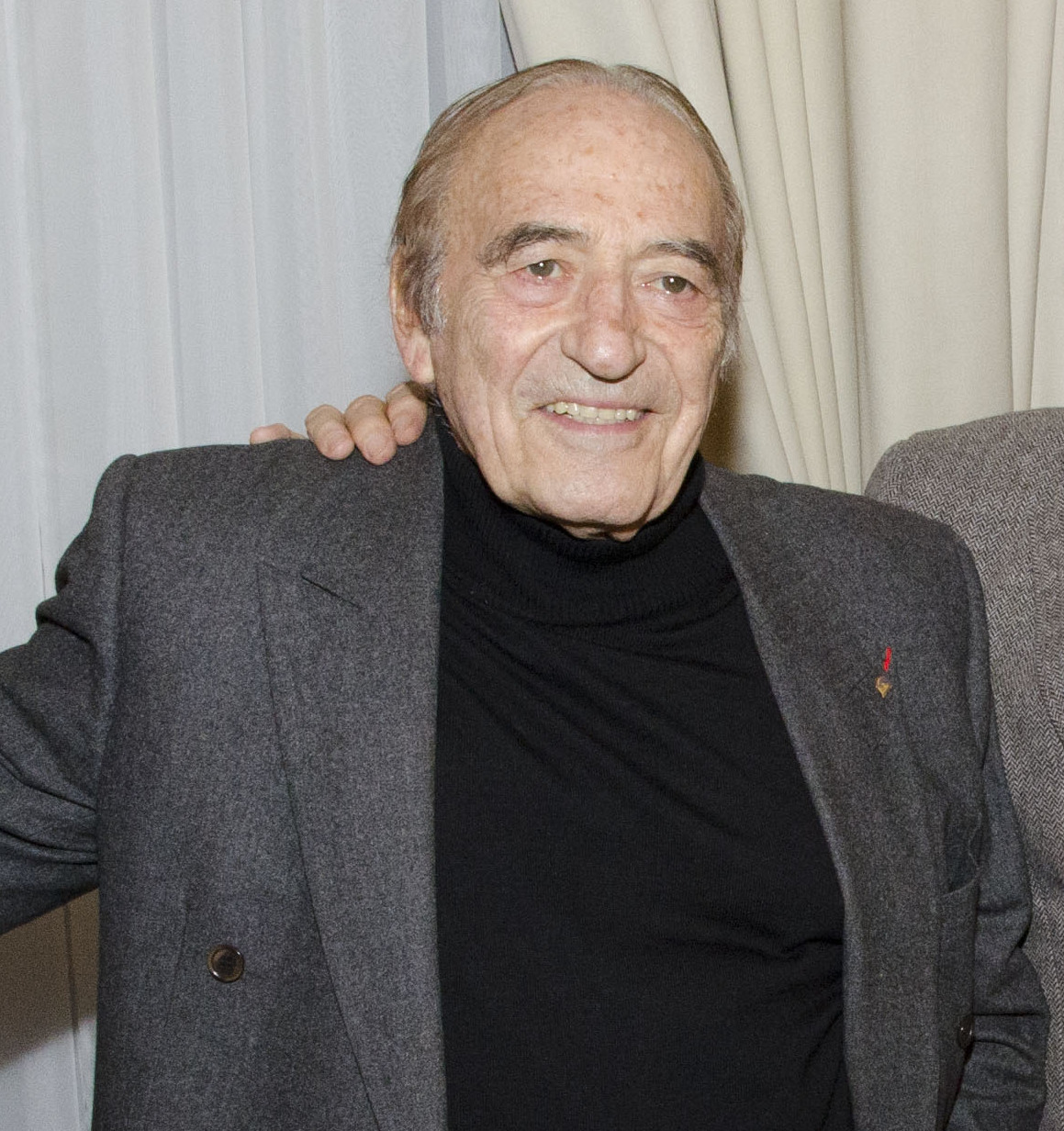
Мигель Эстрелья

- Абико, Мотоо (88) — японский мангака, участник дуэта Фудзико Фудзио, один из создателей Дораэмона[334].
- Алвис, Гарибалди[порт.] (98) — бразильский политический деятель, сенатор (2011—2014)[335].
- Беркимбаева, Шамша Копбаевна (79) — казахстанский политик, cенатор (1999—2002), министр образования и науки (2002—2003)[336].
- Болл, Кристофер[англ.] (85) — британский композитор[337].
- Гонгадзе, Вячеслав Михайлович (80) — начальник управления ФСНП России по Воронежской области (1992—2002), генерал-лейтенант налоговой полиции (1993)[338].
- Грин, Мэри[англ.] (78) — британский спринтер, участница Олимпийских игр (1968)[339].
- Давидссон, Элиас[англ.] (81) — исландский композитор[340].
- Дорн, Людвик (67) — польский государственный и политический деятель, заместитель премьер-министра Польши (2005—2007)[341].
- Загребин, Сергей Сергеевич (55) — российский историк и культуролог, доктор исторических наук (2000), профессор Южно-Уральского государственного гуманитарно-педагогического университета, заслуженный работник культуры Российской Федерации (2005)[342].
- Машетти, Эмилиано[итал.] (79) — итальянский футболист («Эллас Верона», «Торино»)[343].
- Нарзул Ислам, Б. М.[англ.] (75) — бангладешский политик, депутат Национальной ассамблеи Бангладеш (1999—2001)[344].
- Найдорфф, Майкл[англ.] (79) — американский бизнесмен, генеральный директор Centene Corporation (с 1996 года)[345].
- Нордин, Биргит[швед.] (88) — шведская оперная певица (сопрано)[346].
- Отченашенко, Светлана Ивановна (76) — советская и украинская актриса, народная артистка Украины (2001)[347].
- Рентс, Юрген[англ.] (72) — западногерманский политик, депутат Бундестага (1983—1985)[348].
- Сасаки, Ман[англ.] (95) — японский политик, член Палаты советников Японии (1976—1998)[349].
- Харшинг, Роберт[англ.] (63) — индийский политический деятель, депутат Раджья сабха (2002—2008)[350].
- Чкребич, Душан (94) — югославский и сербский государственный и партийный деятель[351].
- Штальвиц, Вальтер (92) — немецкий художник[352].
- Эстрелья, Мигель Анхель (81) — аргентинский пианист[353].

## 6 апреля

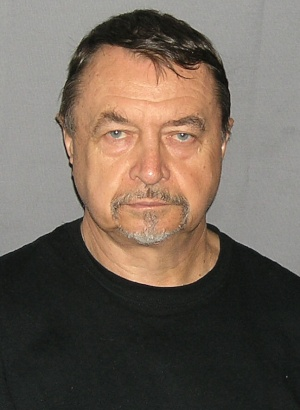
Михаил Васенков

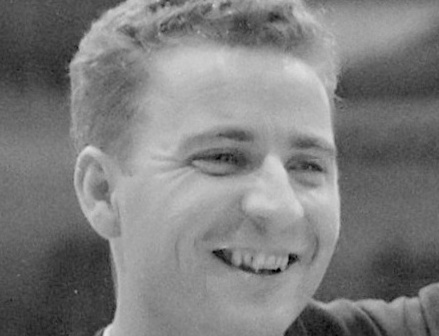
Кароль Дивин

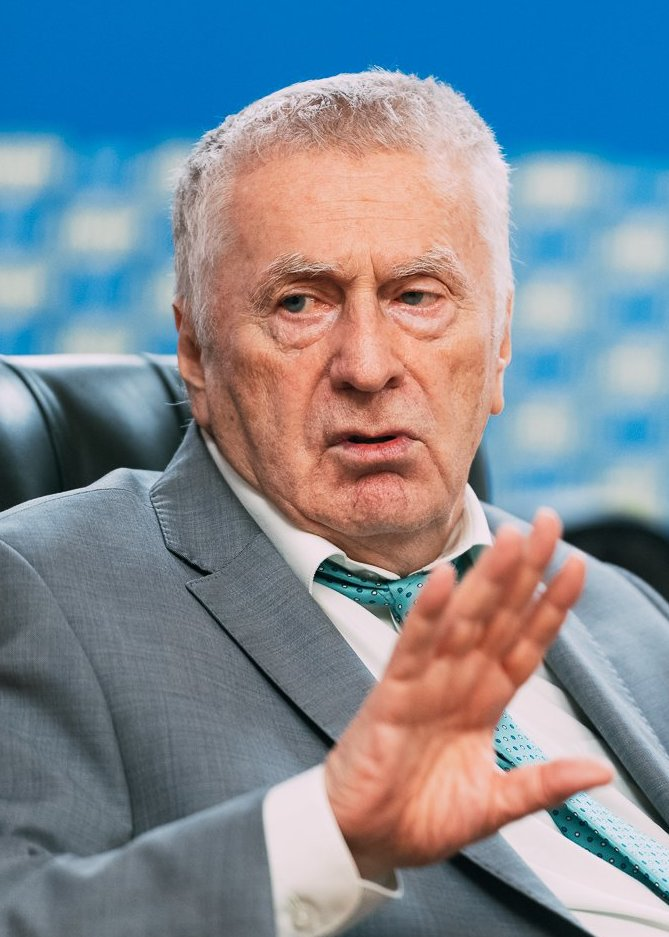
Владимир Жириновский

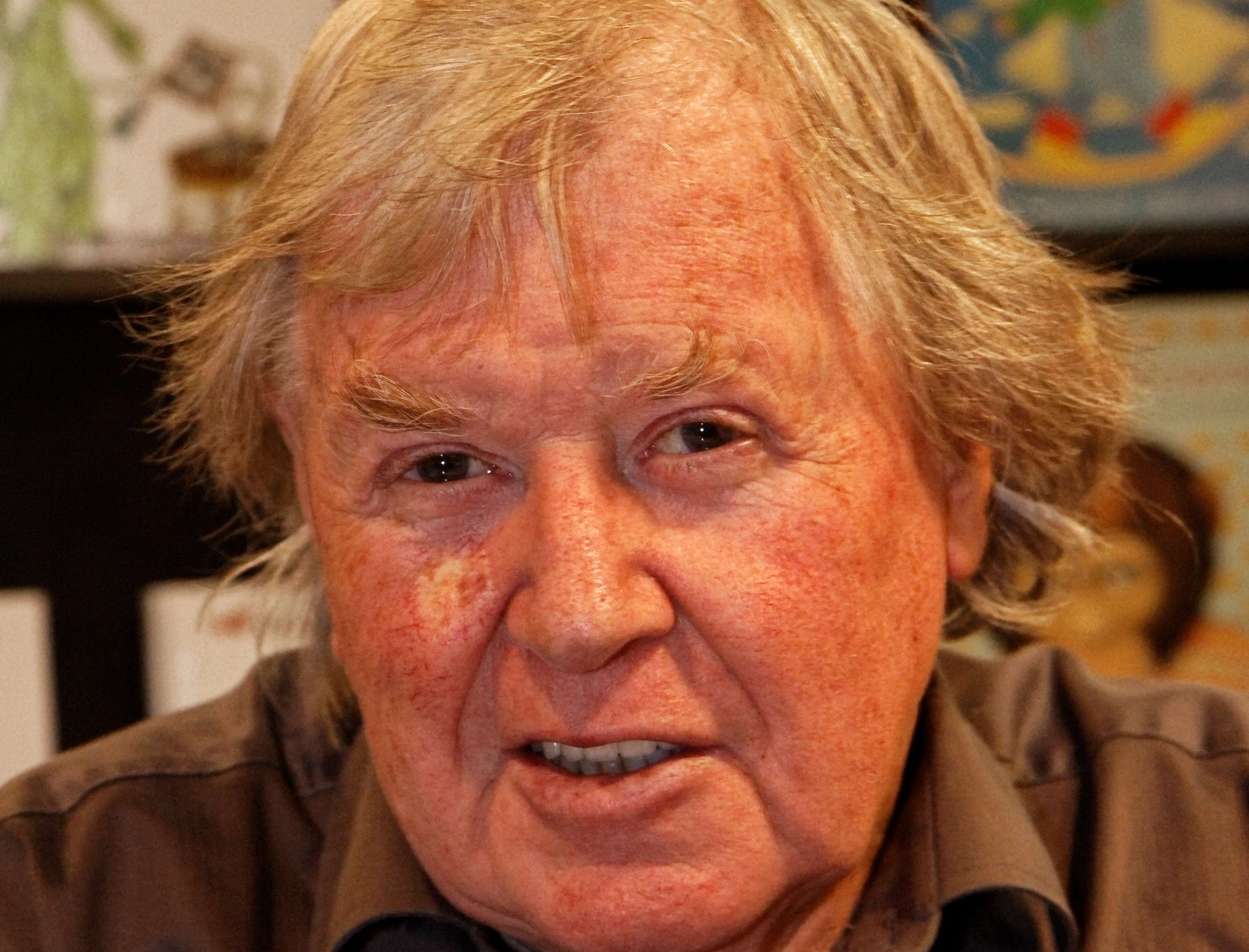
Дэвид Макки

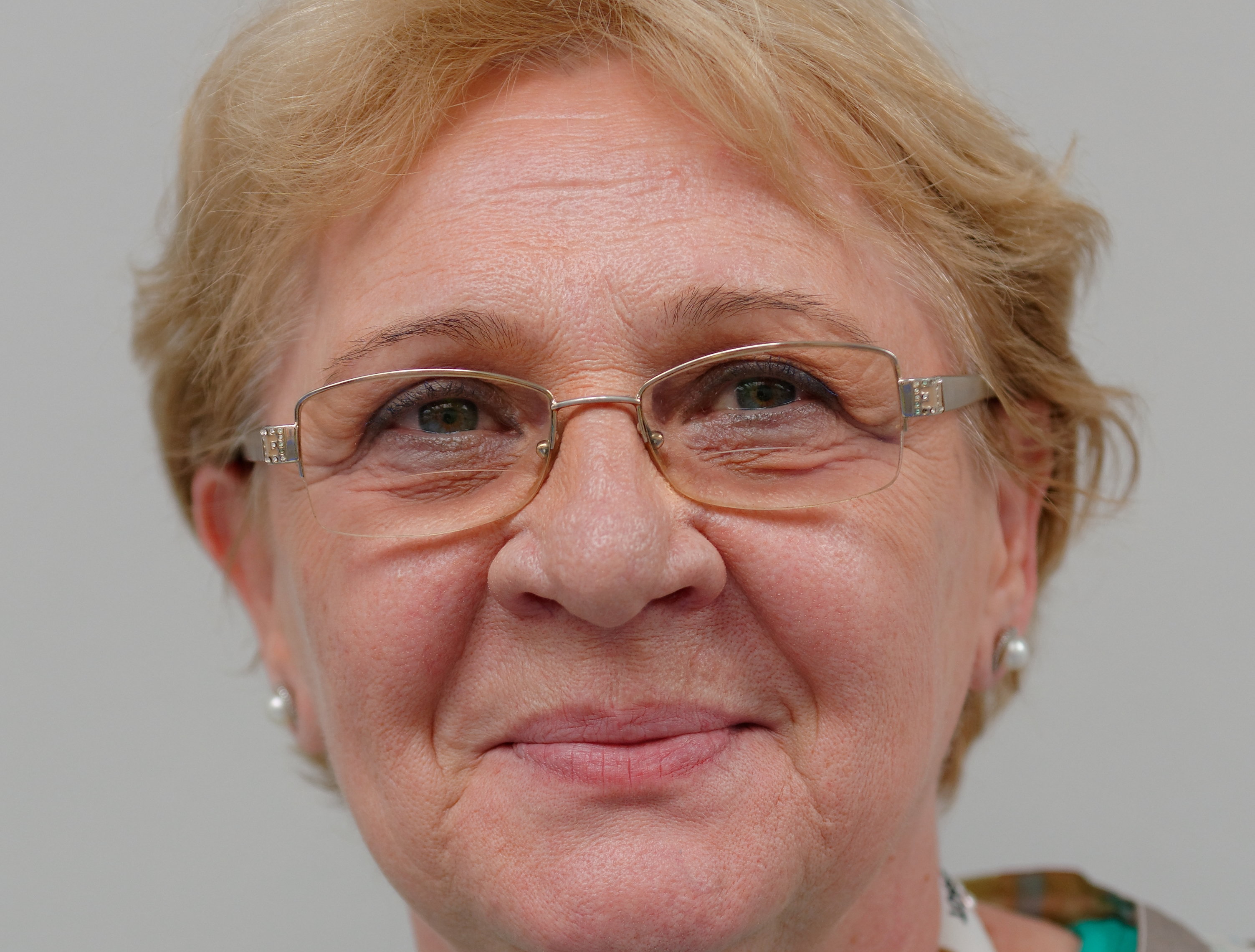
Ана Паску

- Аллен, Рэй[англ.] (95) — американская актриса, лауреат премии «Тони»[354].
- Балакирев, Владимир Фёдорович (88) — советский и российский учёный-металлург, физикохимик, специалист в области кинетики и термодинамики, член-корреспондент РАН (1997)[355].
- Бахвалов, Александр Александрович[значимость?] (95) — советский и российский писатель[356].
- Брылёв, Виктор Андреевич (81) — советский и российский географ, доктор географических наук (1989), профессор ВГСПУ (1990)[357].
- Васенков, Михаил Анатольевич (79) — советский разведчик, Герой Советского Союза (1990)[358].
- Деклейр, Рейнилде[нидерл.] (73) — бельгийская фламандская киноактриса[359].
- Дивин, Кароль (86) — чехословацкий фигурист, серебряный призёр Олимпийских игр (1960)[360].
- Жириновский, Владимир Вольфович (75) — советский и российский политический деятель, председатель ЛДПСС (1990—1992) и ЛДПР (с 1992), депутат Государственной думы (с 1993), полный кавалер ордена «За заслуги перед Отечеством»[361].
- Макки, Дэвид (87) — английский писатель и иллюстратор[362][363].
- Найт, Джилл[англ.] (98) — британский политик, депутат Палаты общин Великобритании (1966—1977), член Палаты лордов (1997—2016)[364].
- Оцерклевич, Виктор Ярославович (35) — украинский военнослужащий, капитан, участник российско-украинской войны, Герой Украины (2022, посмертно); погиб в бою[365][366].
- Паску-Эне-Дершидан, Ана (77) — румынская рапиристка, чемпионка мира (1969), бронзовый призёр Олимпийских игр (1968 и 1972)[367].
- Пронин, Александр Иванович (84) — начальник УМВД СССР / России по Пензенской области (1983—1998), генерал-майор милиции (1986)[368].
- Ромера, Доминго[исп.] (85) — испанский политик, сенатор (1984—1986), депутат Европейского парламента (1986—1994)[369].
- Сальваго Раджи, Камилла[итал.] (98) — итальянская писательница[370].
- Севастьянов, Владимир Георгиевич (79) — советский и российский химик, член-корреспондент РАН (2011)[371].
- Такахаси, Тадао[порт.] (71) — бразильский компьютерный учёный, пионер бразильского интернета[372].
- Халс, Мелвин[англ.] (74) — белизский политик и государственный деятель, депутат Палаты представителей, министр коммунального хозяйства, транспорта и связи[373]
- Циммерман, Герд (72) — немецкий футболист[374].
- Шрёдер, Хорст[нем.] (84) — западногерманский политик, депутат Бундестага (1972—1984)[375].
- Юй Гоцун[кит.] (99) — китайский химик, член Китайской академии наук (1991)[376].

## 5 апреля

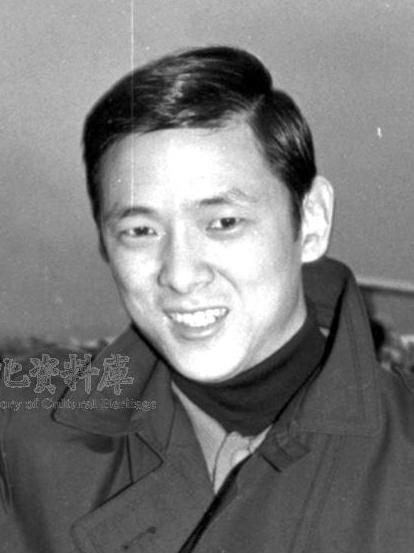
Ван Юй

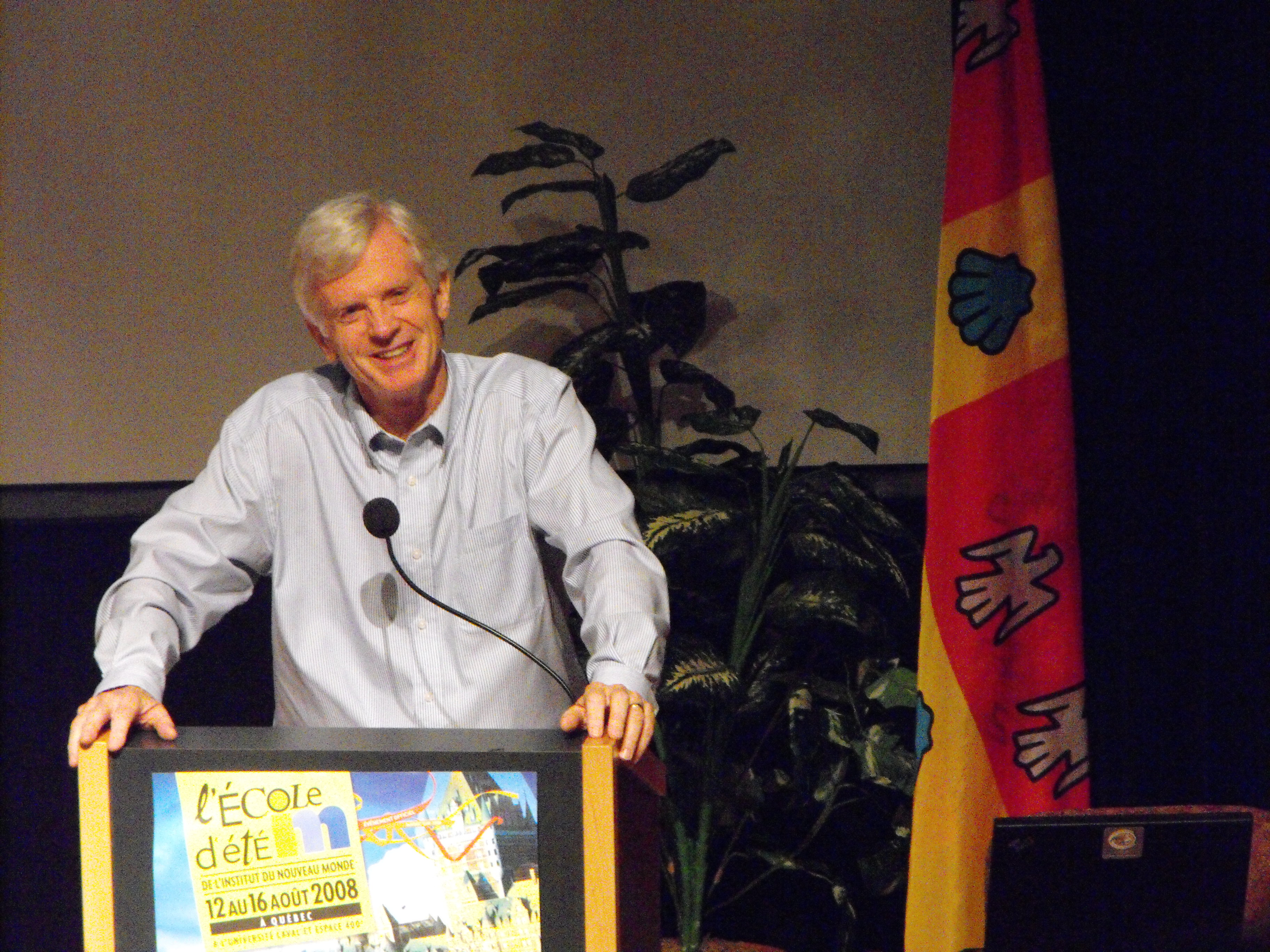
Дэвид Килгур

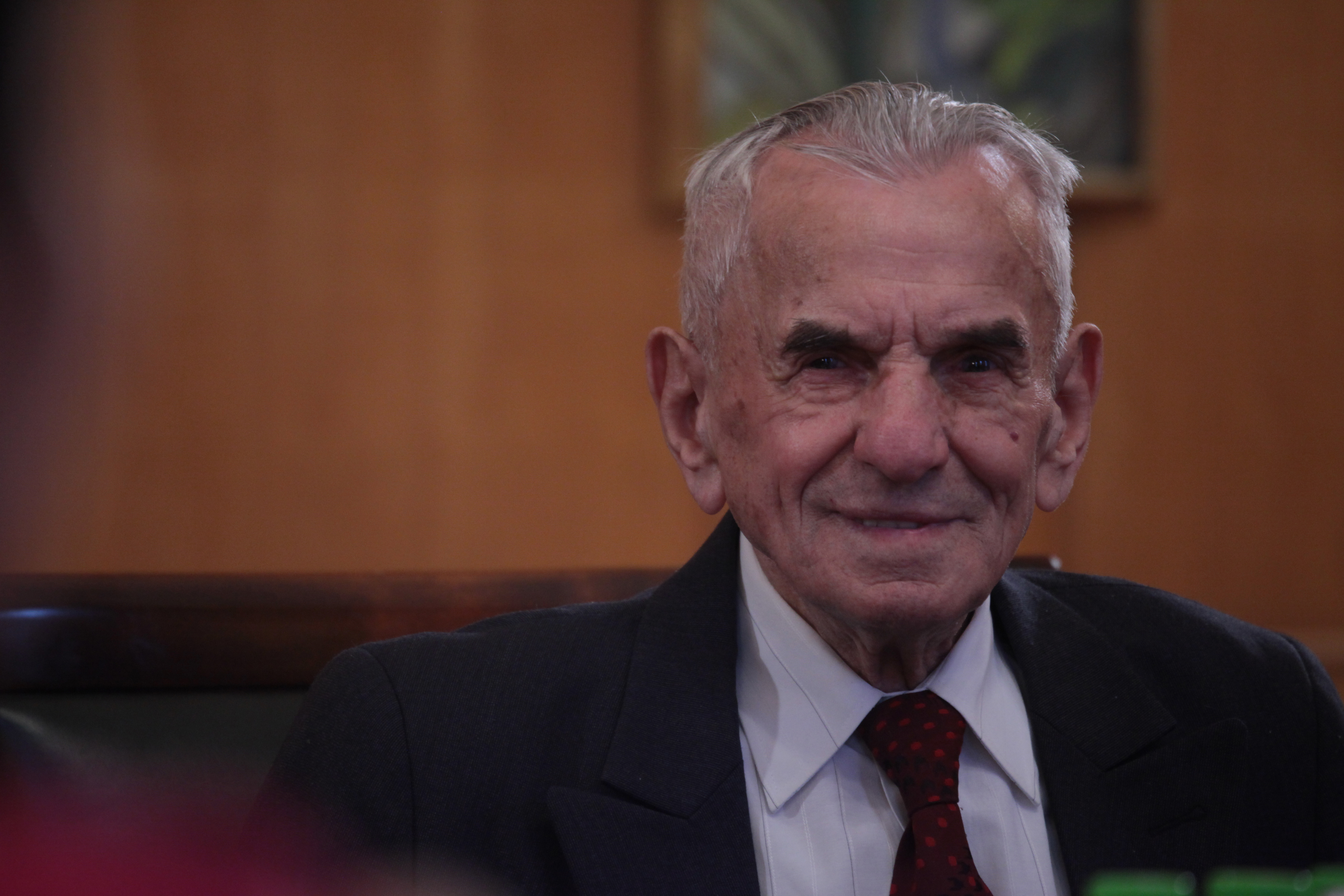
Станислав Ковальский

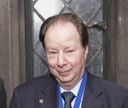
Сидни Олтмен

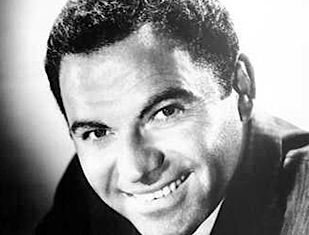
Нехемия Персофф

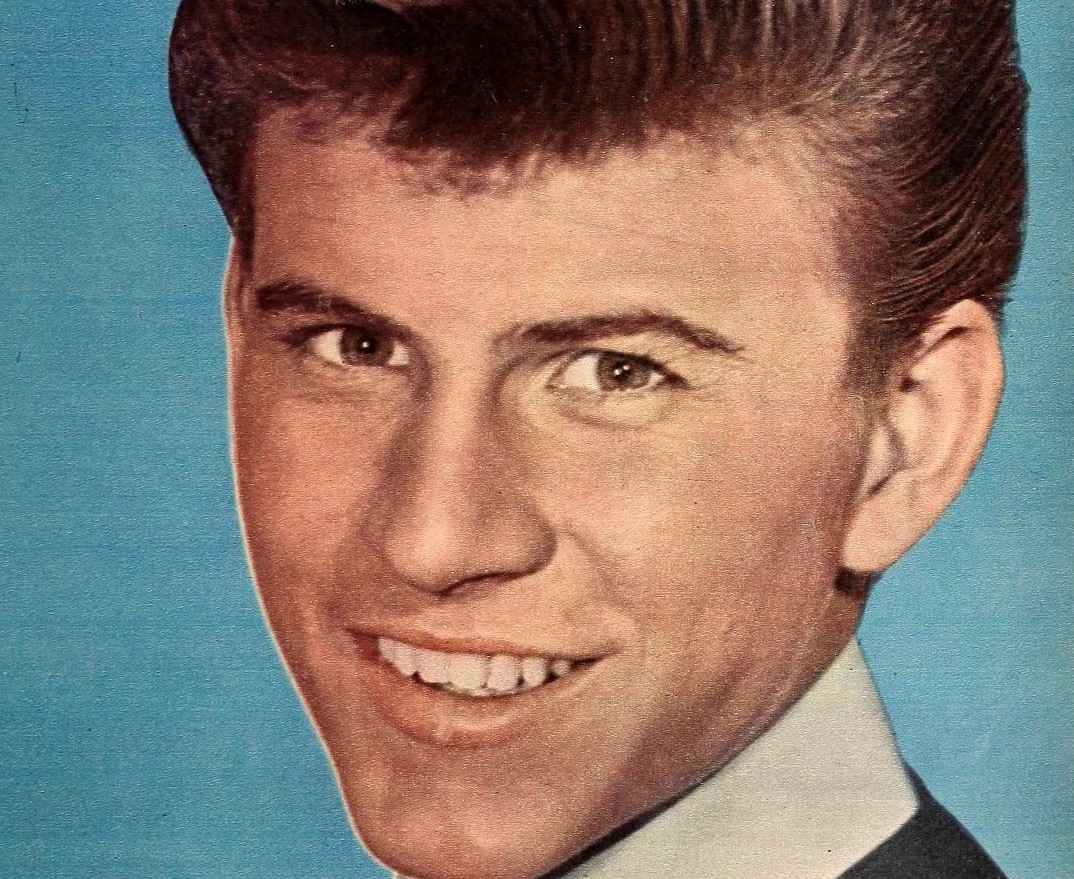
Бобби Райделл

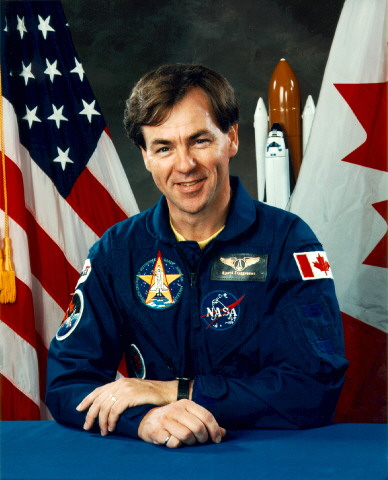
Бьярни Триггвасон

- Балюк, Владимир Петрович (25) — украинский военнослужащий, сержант, участник российско-украинской войны, Герой Украины (2022, посмертно); погиб в бою[377][366].
- Бротт, Борис[англ.] (78) — канадский дирижёр. ДТП[378].
- Ван Юй (79) — тайваньский актёр, режиссёр, сценарист[379].
- Виссер, Элко[англ.] (55) — нидерландский компьютерный учёный, доктор наук, профессор[380].
- Джаннеттасио, Грасьела[исп.] (71) — аргентинский политик и государственная деятельница, депутат Палаты депутатов Аргентины (2007—2015), министр образования (2002—2003)[381].
- Карвалью, Жуакин (84) — португальский футболист, вратарь национальной сборной, бронзовый призёр чемпионата мира (1966)[382].
- Килгур, Дэвид (81) — канадский адвокат и политик, член Палаты общин (1979—2006)[383].
- Ковальский, Станислав (111) — польский долгожитель, старейший спортсмен мира[384].
- Краско, Алла Владимировна (73) — российский историк, генеалог[385].
- Лагздынь, Гайда Рейнгольдовна (91) — советская и российская детская поэтесса и прозаик[386].
- Олтмен, Сидни (82) — канадско-американский молекулярный биолог, лауреат Нобелевской премии по химии (1989), иностранный член РАН (2019)[387].
- Паначек, Йозеф (84) — чехословацкий стендовый стрелок, чемпион Олимпийских игр (1976)[388].
- Персофф, Нехемия (102) — американский актёр[389].
- Райделл, Бобби (79) — американский актёр и певец[390].
- Сибел, Пол[англ.] (84) — американский певец, автор песен и гитарист[391].
- Соколов, Ефрем Евсеевич (95) — советский партийный деятель, первый секретарь ЦК КП Беларуси (1987—1990), член Политбюро ЦК КПСС (1990), Герой Социалистического Труда (1986) (о смерти объявлено в этот день)[392].
- Триггвасон, Бьярни Валдимар (76) — канадский инженер и астронавт[393].
- Фаршинев, Дмитрий Александрович (21) — российский военнослужащий, ефрейтор, участник российско-украинской войны, Герой России (2022, посмертно); погиб в бою[394].
- Янг, Лесли[англ.] (72) — новозеландско-китайский экономист, исполнительный директор Азиатско-Тихоокеанского института бизнеса с 1993 года[395].
- Синдий, Вячеслав Юрьевич (25) — украинский военный лётчик, капитан, участник российско-украинской войны, Герой Украины (2022, посмертно); погиб в бою.
- Горошко, Борис Борисович (37) — украинский военный лётчик, майор, участник российско-украинской войны, Герой Украины (2022, посмертно); погиб в бою.
- Рахманов, Игорь Борисович (37) — украинский военнослужащий, старший сержант, участник российско-украинской войны, Герой Украины (2024, посмертно); погиб в бою.

## 4 апреля

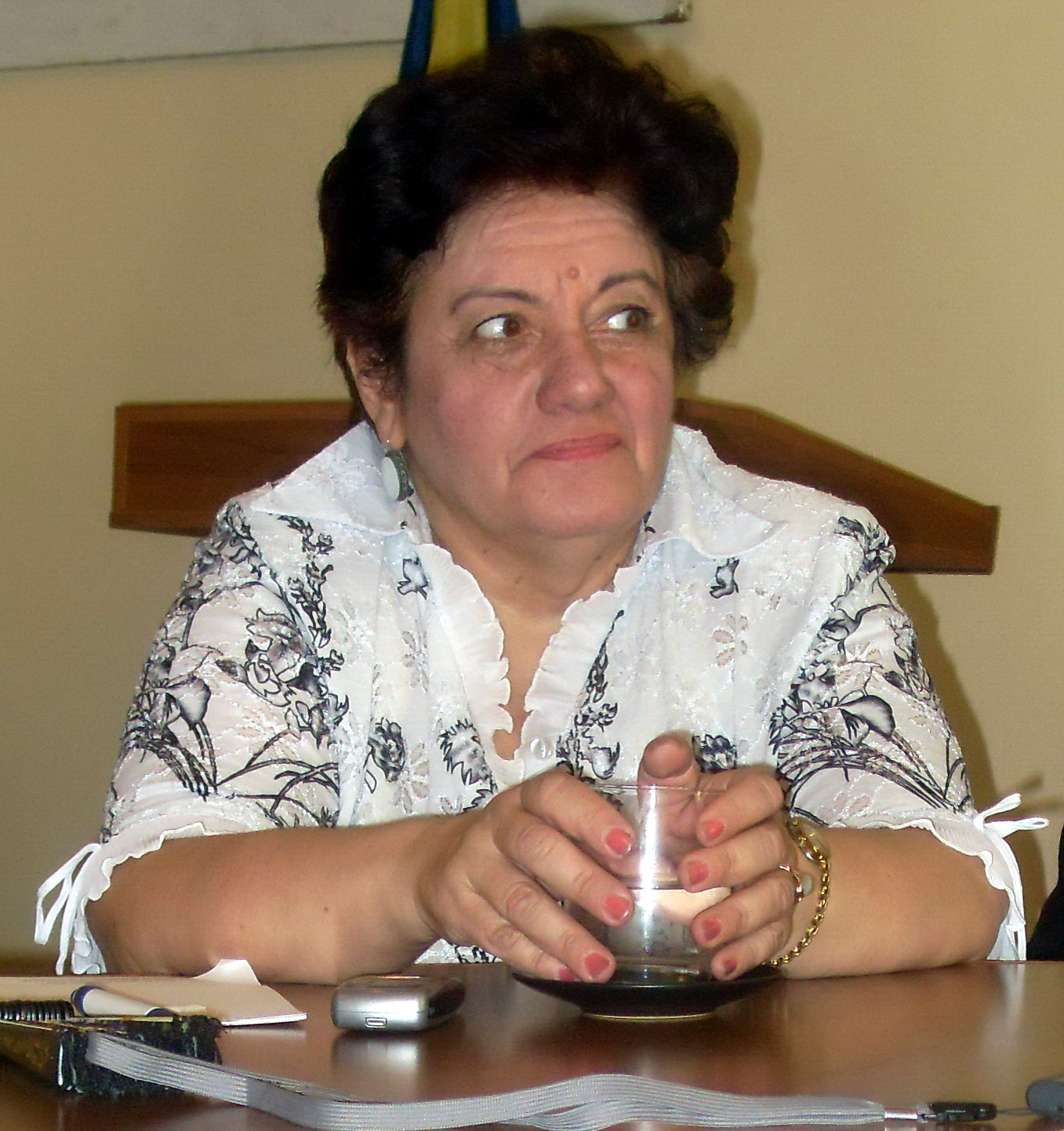
Карине Даниелян

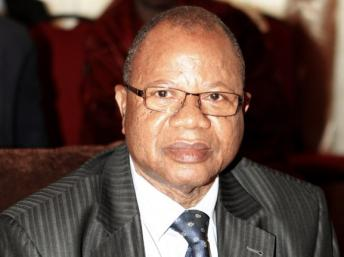
Джанго Сиссоко

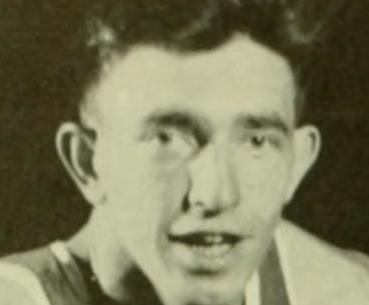
Джин Шу

- Алышпаев, Марат Усенович (74) — советский и киргизский актёр театра и кино, народный артист Кыргызстана (2006)[396].
- Андреюк, Серафим Антонович (89) — белорусский литературовед[397].
- Бэчлер, Дональд[англ.] (65) — американский художник и скульптор[398].
- Даниелян, Карине Суреновна (74) — армянский политик, министр охраны природы (1991—1994)[399].
- Корчагин, Александр Александрович (76) — советский и российский виолончелист и музыкальный педагог, профессор МГК имени П. И. Чайковского (1996), народный артист Российской Федерации (1994)[400][401].
- Краковский, Евсей Борисович (89) — советский и российский учёный в области металлургии[402].
- Лэмкин, Кэти[англ.] (74) — американская актриса[403].
- Макнелли, Джон (89) — ирландский боксёр, серебряный призёр летних Олимпийских игр в Хельсинки (1952)[404].
- Медина Айон, Хуан Мария (78) — испанский скульптор[405].
- Мессина, Джо[англ.] (93) — американский гитарист, создатель альтернативной музыкальной техники[406].
- Объедкова, Ванда Семёновна (91) — украинская еврейка, пережившая Холокост, умерла в ходе обороны Мариуполя во время российского вооружённого вторжения на Украину[407].
- Сиссоко, Джанго (74) — премьер-министр Мали (2012—2013)[408].
- Сканси, Петар (78) — югославский и хорватский баскетболист[409].
- Шошкич, Бранислав (99) — югославский экономист, глава Черногории (1985—1986)[410].
- Шу, Джин (90) — американский профессиональный баскетболист и тренер[411].

## 3 апреля

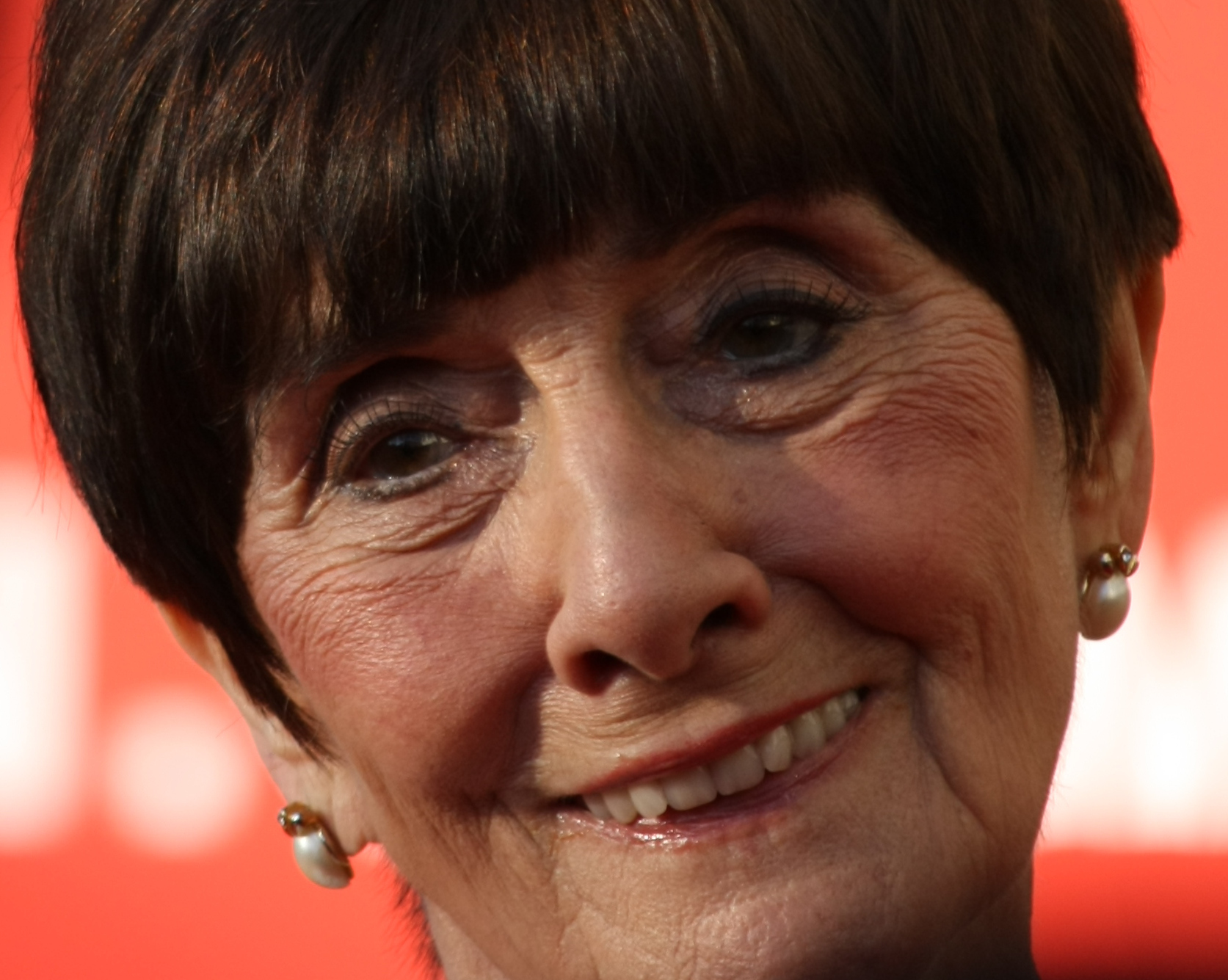
Джун Браун

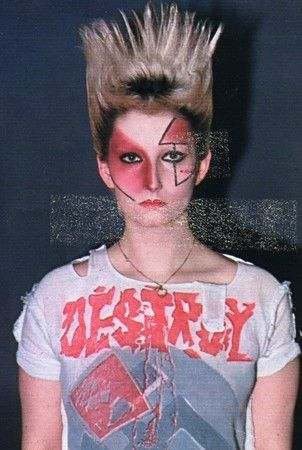
Памела Рук

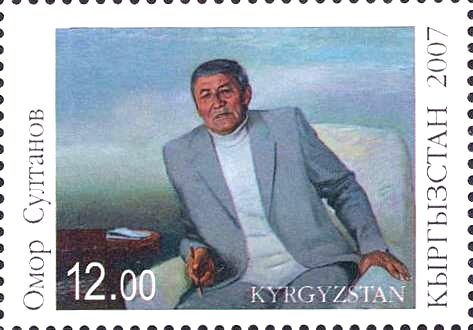
Омор Султанов

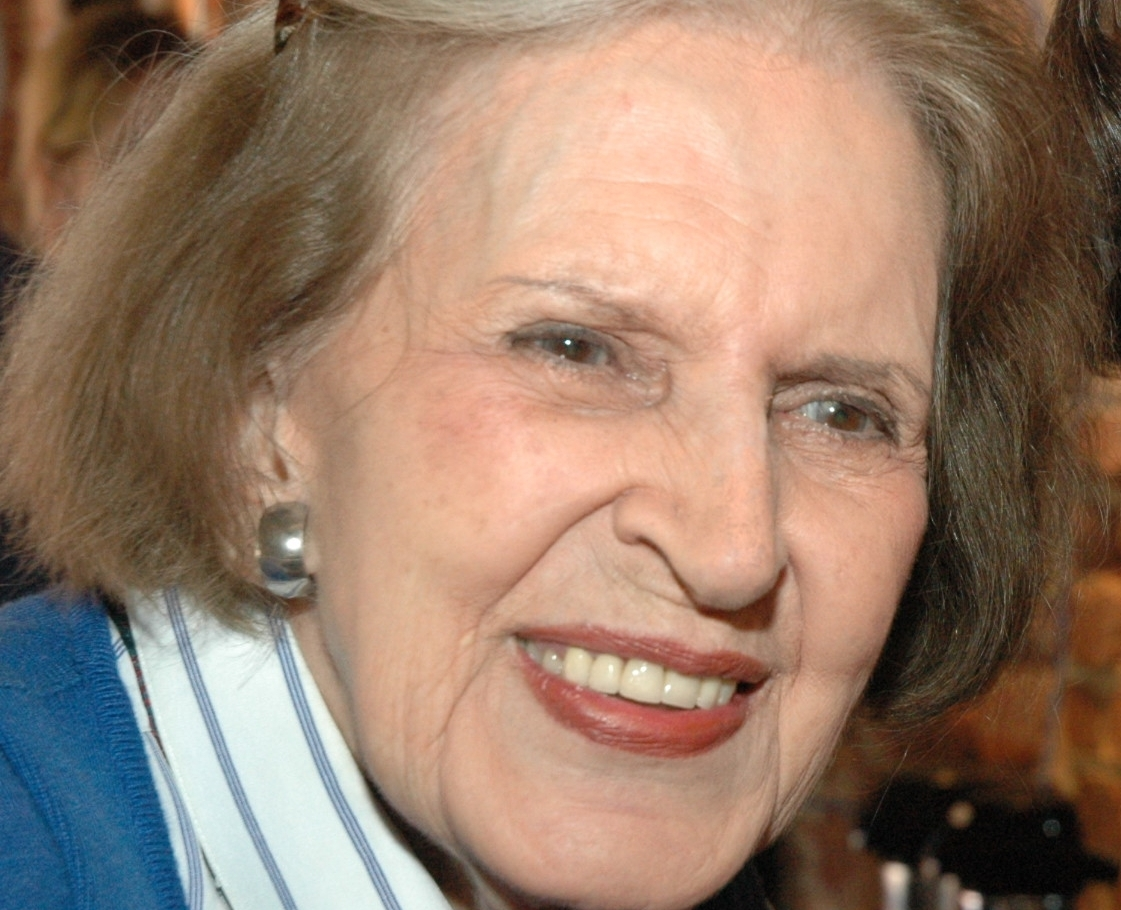
Лижия Фагундес Теллес

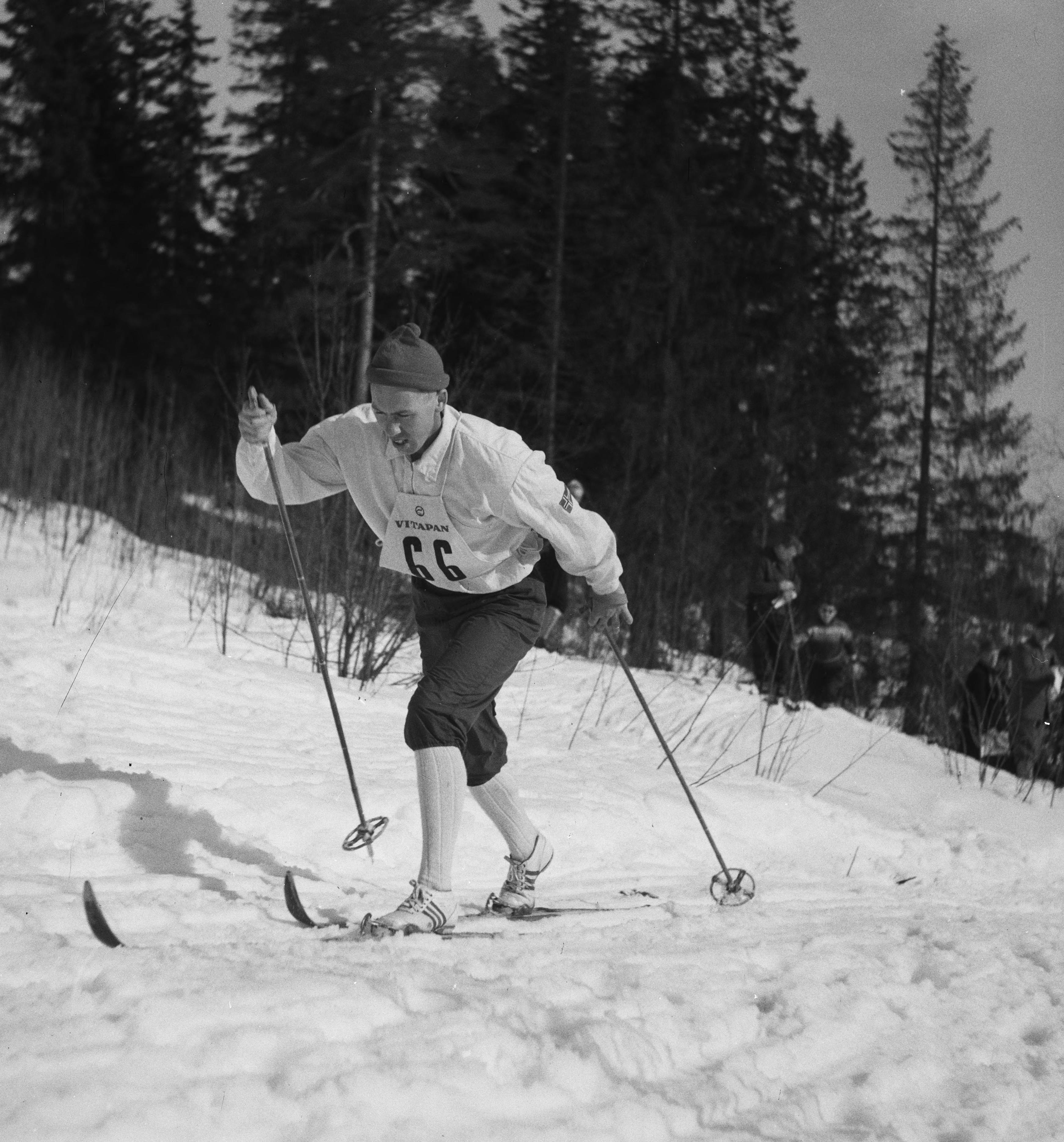
Эйнар Эстбю

- Алавайну, Аве (79) — эстонская поэтесса и писательница[412].
- Башир, Ямина[англ.] (68)[значимость?] — алжирский кинорежиссёр и киносценарист[413].
- Бокова, Хритиния Алексеевна (93) — советский передовик производства, Герой Социалистического Труда (1966)[414].
- Браун, Джун (95) — английская актриса и писательница[415].
- Брызгунов, Николай Егорович (84) — советский и российский передовик промышленного производства, Герой Социалистического Труда (1977)[416].
- Вайсман Кляйн, Герда[англ.] (97) — польско-американская писательница и правозащитница, кавалер Президентской медали Свободы (2011)[417].
- Гудвин, Деррик[англ.] (86) — британский театральный и телевизионный режиссёр, сценарист и продюсер (о смерти объявлено в этот день)[418].
- Иншаков, Александр Фёдорович (74) — советский и российский художник[419].
- Клатт, Вернер (73) — немецкий гребец, выступавший за сборную ГДР по академической гребле в конце 1960-х — середине 1970-х годов. Чемпион летних Олимпийских игр в Монреале, двукратный чемпион мира (1970, 1975), дважды чемпион Европы (1971, 1973)[420].
- Лукьянченко, Андрей Анисимович (98) — советский передовик производства, Герой Социалистического Труда (1971) (о смерти объявлено в этот день)[421].
- Никшич, Снежана[серб.] (78) — югославская и сербская актриса[422].
- Росовецкий, Станислав Казимирович (77) — советский и украинский писатель[423].
- Рук, Памела (66) — британская модель и актриса[424].
- Самсония, Шота Автандилович (81) — грузинский химик, действительный член НАН Грузии (2013)[425].
- Султанов, Омор Султанович (86) — советский и киргизский поэт, народный писатель Кыргызской Республики (1992)[426].
- Сьюард, Десмонд[англ.] (86) — британский историк, автор научно-популярных книг[427].
- Фагундес Теллес, Лижия (103) — бразильская писательница, член Бразильской академии литературы (1985)[428].
- Хедман, Хейкки[фин.] (81) — финский теннисист[429].
- Эстбю, Эйнар (86) — норвежский лыжник, серебряный призёр Олимпийских игр (1960)[430].

## 2 апреля

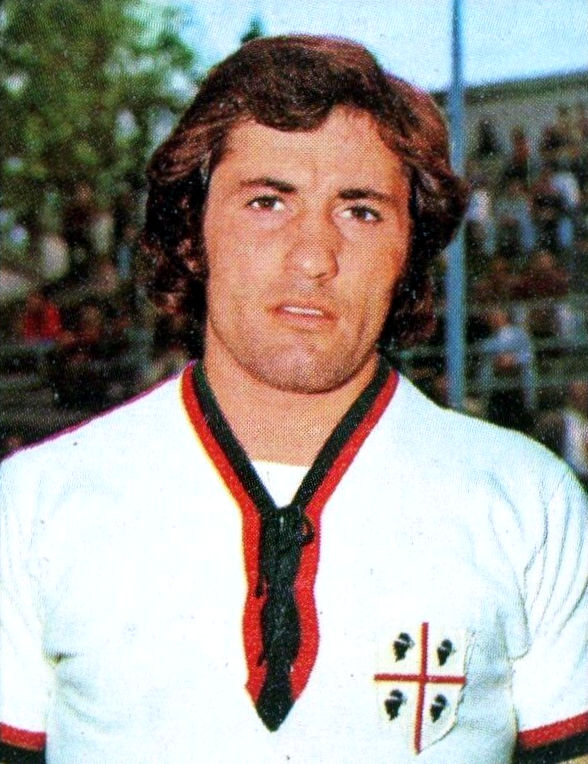
Сильвио Лонгобукко

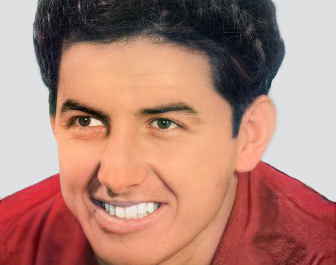
Леонель Санчес

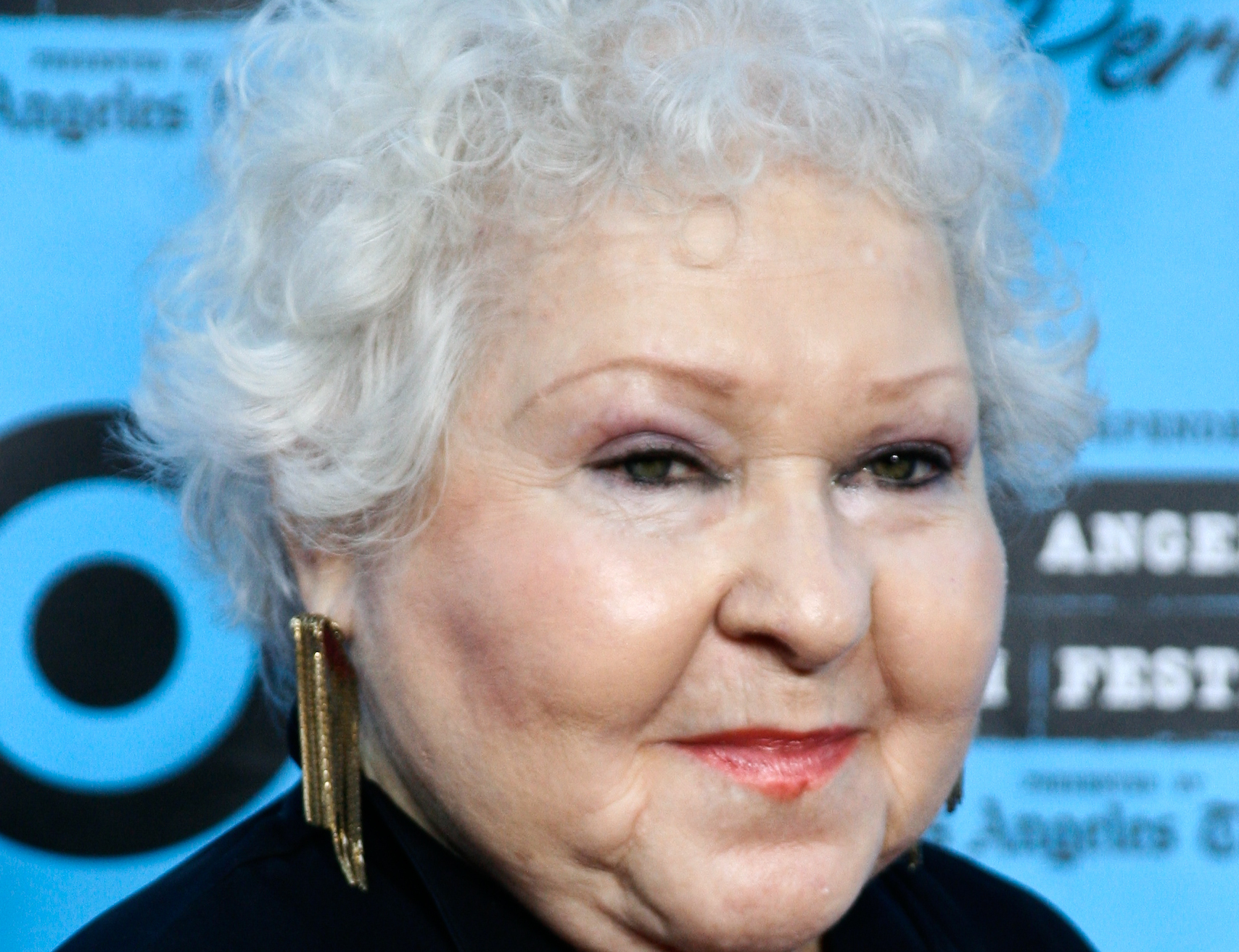
Эстель Харрис

- Баль, Евгений Николаевич (78) — советский и украинский журналист и писатель[431].
- Брынкуш, Григоре[рум.] (93) — румынский языковед, действительный член Румынской академии (2011)[432].
- Грей, Робин[англ.] — новозеландский политик, спикер Палаты представителей Новой Зеландии (1990—1993)[433].
- Денис, Винцентас (85) — литовский физик, почётный член Литовской академии наук (2011)[434].
- Иванов, Николай Иванович [значимость?] (95) — советский и российский поэт[435].
- Ильясов, Спартак Мужавирович (80) — советский и российский башкирский писатель[436].
- Кведаравичюс, Мантас (45) — литовский кинодокументалист, оператор и продюсер; убит[437].
- Лонгобукко, Сильвио (70) — итальянский футболист («Ювентус»)[438].
- Магура, Игорь Сильвестрович (93) — советский и украинский нейрофизиолог, академик НАНУ (1995)[439].
- Маркосян, Мкртич[тур.] (83) — турецко-армянский писатель[440].
- Санчес, Леонель (85) — чилийский футболист, бронзовый призёр чемпионата мира по футболу (1962)[441].
- Слисарчук, Артём Александрович — украинский военнослужащий, старший лейтенант, участник российско-украинской войны, Герой Украины (2022, посмертно); погиб в бою (о смерти объявлено в этот день)[442].
- Угрюмов, Александр Иванович (77) — советский и российский метеоролог, доктор географических наук (1987), профессор РГГМУ, заслуженный метеоролог Российской Федерации (2004)[443].
- Харрис, Эстель (93) — американская актриса[444].
- Хейфец, Серхио (65) — аргентинский писатель[445].
- Шрек, Джеральд[англ.] (83) — американский яхтсмен, чемпион летних Олимпийских игр в классе Дракон (1968)[446].
- Эмори, Вэнс[англ.] (72) — государственный деятель Сент-Китс и Невиса, премьер-министр Невиса (1992—2006, 2013—2017)[447].

## 1 апреля

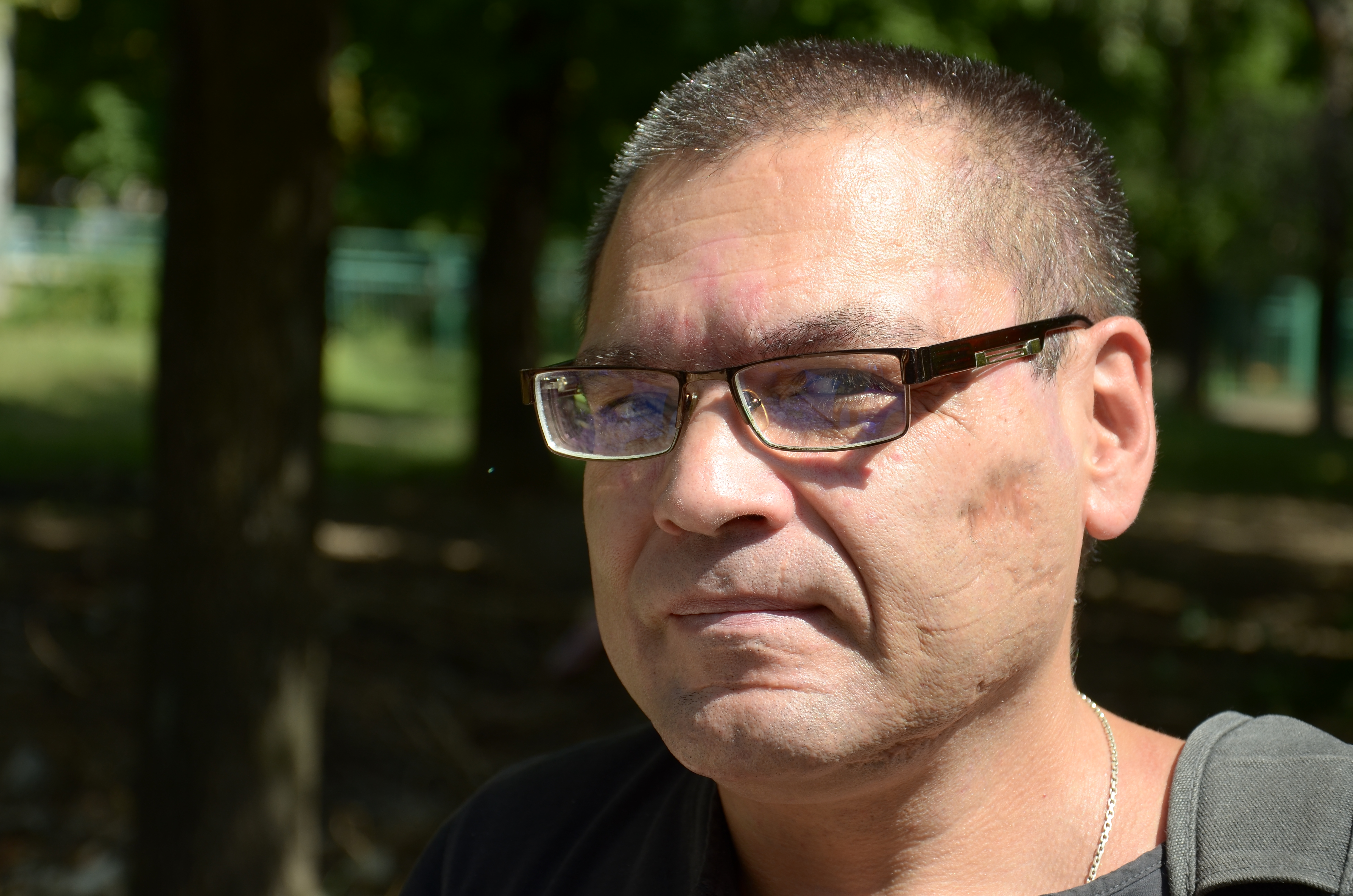
Андрей Бабицкий

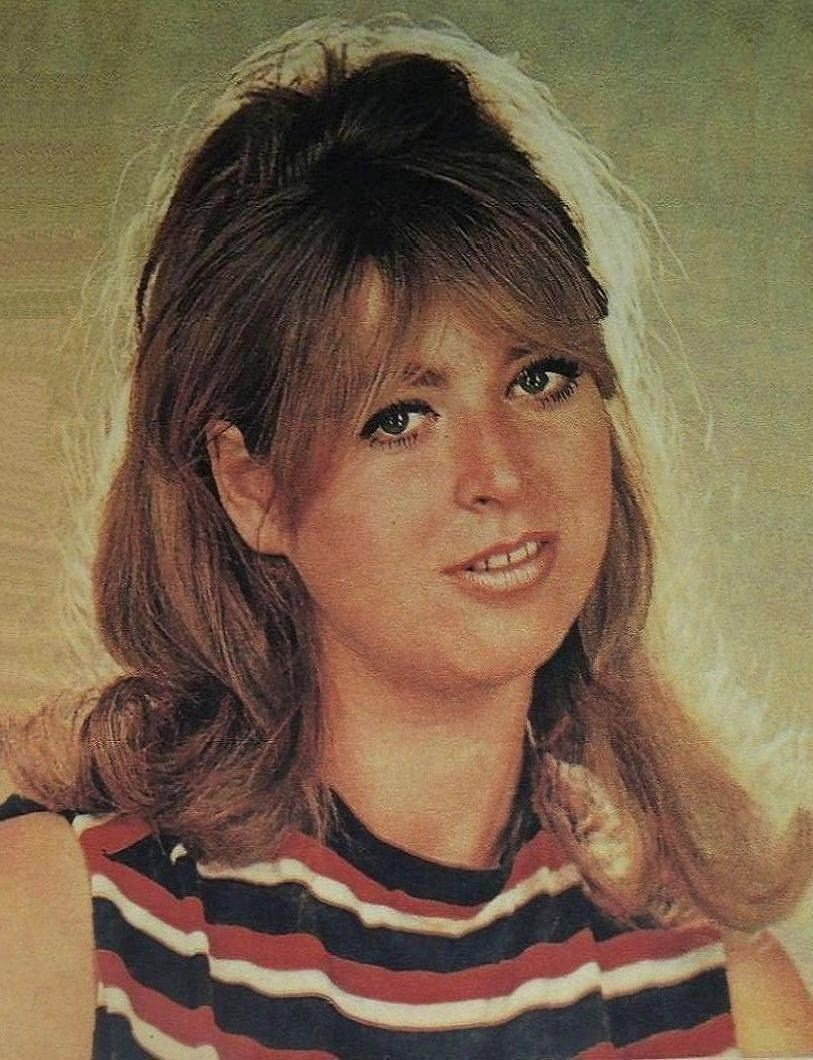
Иоланта Лёте

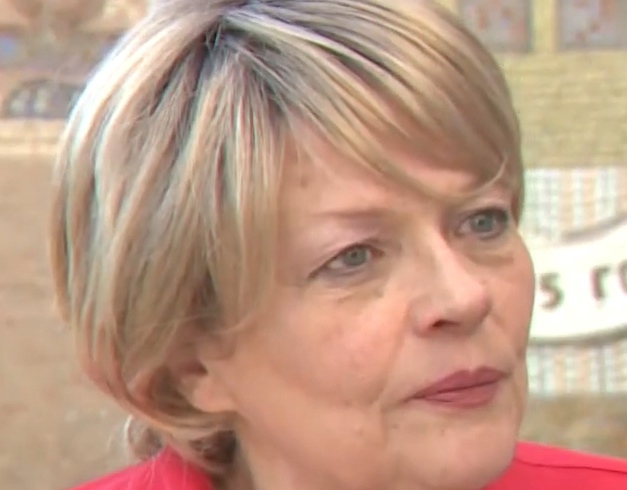
Александра Яковлева

- Аббасов, Зульфигар Кули оглы (81) — советский и азербайджанский театральный режиссёр, драматург, народный артист Азербайджана (2000)[448].
- Аддагатла, Иннайя Чинна[нем.] (84) — индийский католический прелат, епископ Налгонды (1989—1993), епископ Шрикакуламы (1993—2018)[449].
- Бабицкий, Андрей Маратович (57) — советский и российский журналист[450].
- Вёгингер, Герхард[нем.] (57) — австрийский математик, профессор, член Европейской академии (2014), лауреат премии Гумбольдта (2011)[451].
- Денисова, Любовь Михайловна (81) — советская и российская актриса театра, заслуженная артистка Российской Федерации (1994)[452].
- Ивэнеску, Петре[нем.] (85) — румынский гандболист, чемпион мира (1961, 1964)[453].
- Лапето, Георгий Дмитриевич (81) — советский актёр театра и кино[454].
- Лёте, Иоланта (79) — польская актриса[455].
- Майоров, Генрих Александрович (85) — советский и российский хореограф, лауреат Государственной премии СССР[456].
- Макколл, Си Дабл-ю[англ.] (93) — американский певец[457].
- Переверзева, Нина Васильевна (93) — передовик советского сельского хозяйства, Герой Социалистического Труда (1973), лауреат Государственной премии СССР (1977)[458].
- Руф, Юрий Романович[укр.] (41) — украинский поэт и общественный деятель, основатель литературного проекта «Дух Нации», участник российско-украинской войны; погиб в бою[459].
- Туннелл, Джерролд Бейтс[англ.] (71) — американский математик, автор теоремы Туннелла, соавтор теоремы Ленглендса — Туннелла; ДТП[460].
- Фронцкевич, Рышард[пол.] (90) — польский дипломат, посол в Австралии (1978—1983) и Японии (1986—1991)[461].
- Цудзи, Дзиро[нем.] (94) — японский химик, доктор наук, профессор[462].
- Шкуратова, Полина Александровна (74) — советская и украинская актриса театра, заслуженная артистка Украины (1993)[463].
- Эстелья Гойтре, Альберто[исп.] (81) — испанский политик, член Конгресса депутатов (1977—1982)[464].
- Яковлева, Александра Евгеньевна (64) — советская и российская актриса театра и кино, кинорежиссёр[465].